# Cavalaria do Brasil
A cavalaria do Brasil é uma das armas que compõem seu Exército. Opera em veículos blindados e tal como a infantaria, confronta diretamente o inimigo, porém, com missões distintas tal como o reconhecimento e a vanguarda. É organizada em regimentos e esquadrões, equivalentes aos batalhões e companhias da infantaria. Seus principais tipos são os de carros de combate (Leopard 1 e M60), mecanizados (com veículos sobre rodas — EE-9 Cascavel, EE-11 Urutu e VBTP-MR Guarani), blindados (com veículos sobre lagartas — carros de combate e M-113) e de guarda (a cavalo). Seu efetivo serve nas tripulações dos veículos ou como fuzileiros embarcados, que podem também combater a pé.
O Brasil tem a cavalaria hipomóvel, isto é, a cavalo, desde o período colonial, destacando-se no Sul.  Ela teve diversas formas e origens, como a elite social nas Milícias e Ordenanças, o Regimento Regular de Cavalaria de Minas, de caráter policial, as milícias de peões na fronteira gaúcha e os Lanceiros Guaranis e Alemães. Oficiais gaúchos preferiam a Arma no Brasil Império e na Escola Militar do Realengo (1912–1945), entre eles o patrono Manuel Luís Osório (1808–1879), que se destacou durante a Guerra do Paraguai. A manutenção dos cavalos era dificultada em campanha por deficiências materiais.
Os cavalos tornaram-se obsoletos nas guerras mundiais do século XX, sendo substituídos nos países industrializados por forças motorizadas, mecanizadas e blindadas. No Brasil o processo foi demorado, e tradicionalistas argumentavam que a economia e infraestrutura nacionais eram insuficientes para sustentar a mecanização total. Nos anos 50 e 60 as forças mecanizadas conviveram com as hipomóveis. Somente nas reformas dos anos 70 a indústria bélica era desenvolvida o suficiente para aposentar os cavalos. Como em alguns outros países, a mudança não extinguiu a arma: as capacidades e missões dos blindados são semelhantes às dos equinos, enquanto as tradições dos cavalarianos permanecem em parte herdadas do uso do cavalo. Desde então seu nível tecnológico depende da aquisição de novas gerações de veículos. Como nos países vizinhos, eles não são de última geração.
A maioria desses corpos estão agrupados em cinco brigadas, quatro no Sul do país e uma no Centro-Oeste. As brigadas de infantaria também contam com algumas forças de cavalaria, incluindo esquadrões especializados — paraquedista, aeromóvel e de selva. A organização à base de divisões vigorou da reforma de 1921 até ao redor dos anos 70, quando deu lugar às atuais brigadas, cada qual contando, além da cavalaria, com forças de artilharia, engenharia e logística. Quatro brigadas de cavalaria são mecanizadas, com regimentos mecanizados e blindados, e uma é blindada, com regimentos de carros de combate e batalhões de infantaria blindada.

## Conceitos básicos

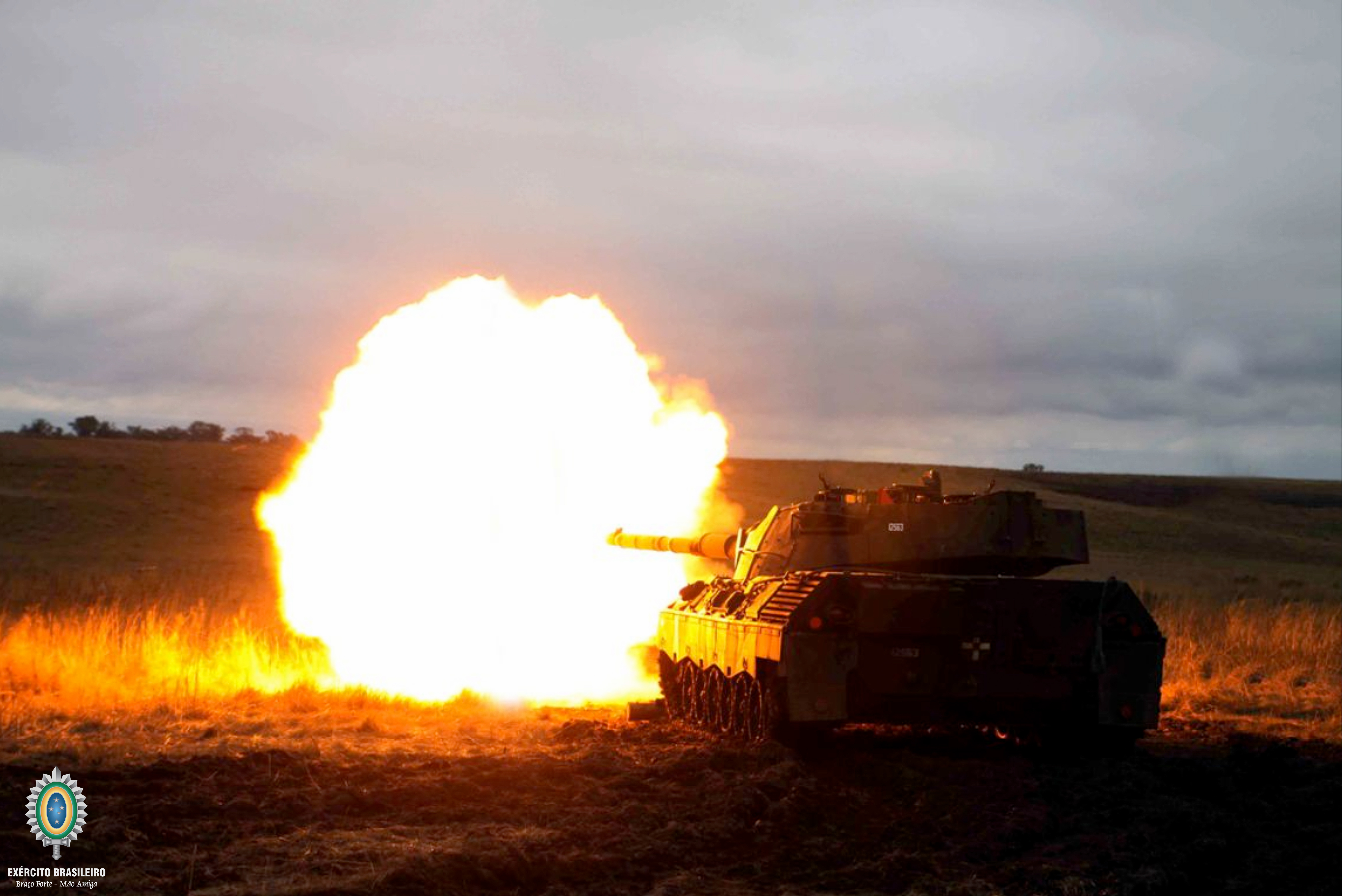
Disparo do canhão de 105 milímetros de um Leopard 1

As tropas podem ser classificadas em infantaria, cavalaria, artilharia, engenharia e logística. As primeiras quatro são denominadas armas, e a última é dividida em “quadros”, “serviços” e outros nomes. Cavalaria e infantaria são armas base, isto é, vão de encontro ao inimigo, ao contrário das armas de apoio, artilharia e engenharia; suas unidades são assim denominadas “de manobra”. A cavalaria tem terminologia própria para seus escalões: esquadrões e regimentos. Os primeiros são equivalentes às companhias da infantaria e baterias da artilharia, e os segundos, aos batalhões da infantaria e grupos da artilharia. As forças denominadas “mecanizadas” usam blindados sobre rodas, enquanto as “blindadas” usam blindados sobre lagartas.

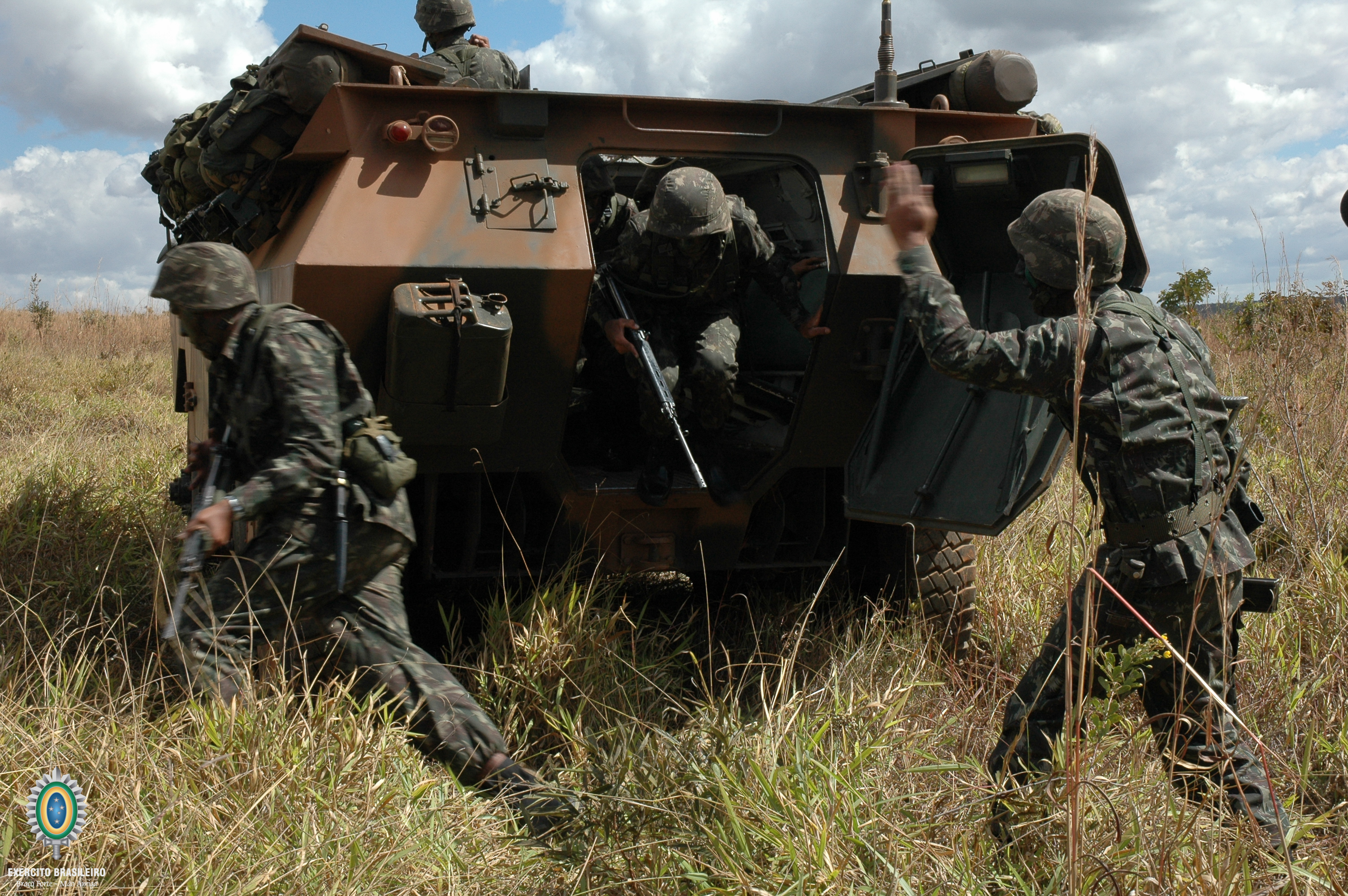
Fuzileiros desembarcam de um EE-11 Urutu

As cavalaria tradicionalmente segue à frente, nos flancos ou na retaguarda da força principal, com missões de segurança (por exemplo, evitando emboscadas), reconhecimento, conexão, penetração, recuperação do comando, retirada, etc. Muitos exércitos ainda dão a designação de cavalaria às unidades com essas responsabilidades. Apesar da diferença tecnológica entre cavalos e blindados, eles compartilham atributos como a mobilidade. O poder de “choque”, característico da cavalaria pesada, hoje existe no carro de combate e é produzido pela combinação da mobilidade, blindagem e potência de fogo. A essas características soma-se um sistema de comunicações capaz de coordenar forças dispersas por grandes distâncias. No Exército Brasileiro, a cavalaria é a arma que mais representa o fogo e movimento juntos, e é ela que opera os meios pesados à frente das ofensivas.

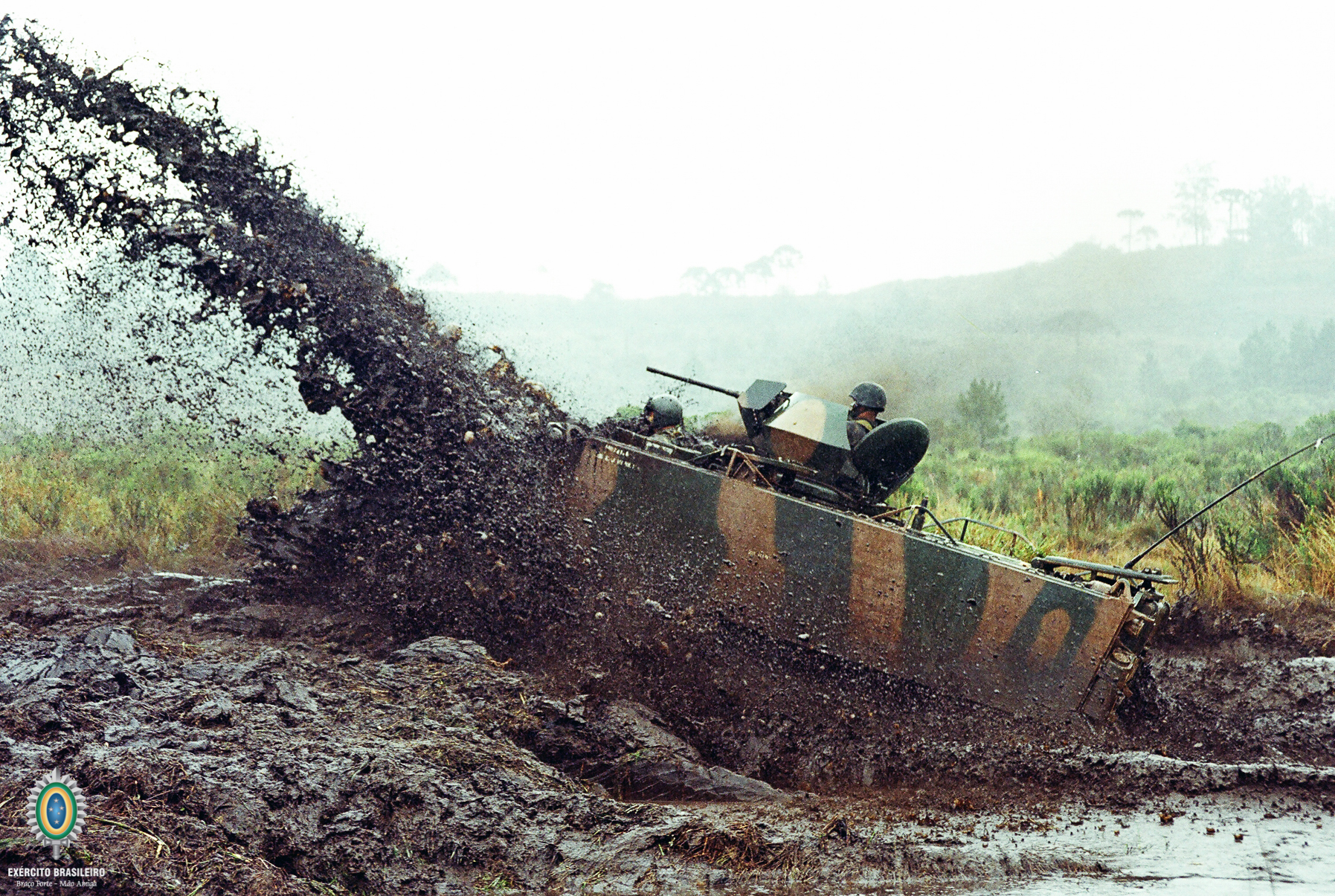
Mobilidade do M-113 em terreno difícil

Essas características dos veículos também são atribuídas aos transportes blindados como o Urutu. Eles carregam “fuzileiros mecanizados” e “fuzileiros blindados” que podem combater embarcados no veículo ou desembarcados, acompanhando-o a pé. Os fuzileiros são uma espécie de infantaria embarcada, assim como os antigos dragões (infantaria montada), que combatiam a pé ou a cavalo (ou seja, embarcados). As analogias com a cavalaria hipomóvel também são feitas entre os carros de combate e os couraceiros e entre os blindados mais leves e os lanceiros, ulanos e hussardos.
Os oficiais de cada arma permanecem nela pela carreira inteira. Na Academia Militar das Agulhas Negras (AMAN) a diferenciação ocorre quando, ainda como cadetes, são no início do 2.º ano chamados por ordem de classificação escolar a escolher qual arma seguirão, ingressando então em seu respectivo curso, como o Curso de Cavalaria. Os últimos em classificação são “compulsados” para preencher as vagas restantes.

## História

### Período hipomóvel

#### Colônia

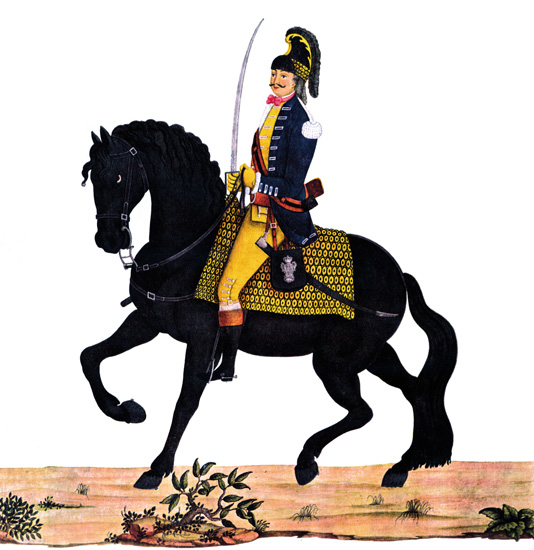
Dragão em Minas Gerais

Os governadores-gerais do Estado do Brasil usaram forças de cavalaria contra indígenas na Bahia e Espírito Santo em meados do século XVI, com o primeiro combate registrado em Porto Grande, próximo a Pirajá, Bahia, em 26 de maio de 1555. O primeiro uso decisivo foi na guerra contra os tupiniquins em 1558–1559. Porém os cavalos eram escassos e caros, um privilégio de poucos colonos. Nos dois primeiros séculos a manutenção de unidades de cavalaria foi difícil. A rede de fortificações era muito mais útil para a defesa do território do que a cavalaria.
O Império Português pós-Restauração (1640) tinha um exército dividido entre Corpos Regulares, de caráter profissional e pago, e duas categorias de caráter territorial e não remunerado, os Corpos Auxiliares/Milícias e os Corpos Irregulares/Ordenanças. Ambos passavam a maior parte do tempo em suas ocupações civis e eram divididos em unidades de brancos, pardos e negros libertos. Várias companhias de cavalaria de milícias lutaram contra as invasões holandesas do Brasil, e um esquadrão participou da primeira Batalha dos Guararapes, em 1648.
As Ordenanças de homens de cavalo (só os Regulares e Auxiliares usavam o termo “cavalaria”)  tinham caráter de elite social nos século XVI e XVII. Em Minas Gerais no século XVIII, entre as Auxiliares de cavalaria e Ordenanças a cavalo não havia unidades de pardos ou de libertos. Ambas davam prioridade aos homens mais ricos e nobres. A cavalaria regular emergiu no início do século XVIII, a princípio como uma infantaria montada, de caráter policial. No ciclo do ouro, várias companhias de dragões foram constituídas a partir de 1719. Elas foram consolidadas em 1775 no Regimento Regular de Cavalaria de Minas, custeado pelo poder local — a própria Capitania de Minas Gerais — e ancestral da Polícia Militar mineira.

Guarda de Dom Pedro

Ao longo do período colonial a cavalaria foi recrutada em estratos sociais diversos. No Rio Grande do Sul colonial, uma sociedade militarizada, fronteiriça e pastoril, as milícias de cavalaria foram constituídas a partir da peonada. Ela era comandada por seus estancieiros “à semelhança dos contingentes dos barões feudais”; eram líderes carismáticos que organizavam a força a partir de suas próprias terras. Mobilizada apenas para a guerra ou para combater os índios, a tropa não seguia a disciplina militar ortodoxa, aumentando e diminuindo com deserções e ingressos. Os peões eram bem adaptados ao terreno e à montaria, improvisavam lanças e viviam numa sociedade onde o cavalo tinha grande importância. As milícias eram quase todas de cavalaria, mas como no restante do país, havia pouca cavalaria regular, consistindo, no século XVIII, de um Regimento de Dragões e outro Auxiliar criados na Capitania .
De 1763 a 1777 as guerras contra os espanhóis, que chegaram a ocupar dois terços do atual Rio Grande do Sul, deram origem a uma doutrina militar local, a “guerra à gaúcha”, que seria usada por mais dois séculos. Seus métodos eram a “guerra sempre móvel, em campanha rasa à base de Cavalaria, marcada por entreveros e desengajamentos rápidos”. As batalhas eram decididas no combate corpo a corpo e nos golpes de surpresa e astúcia. Na época, isto significou uma guerrilha para privar os espanhóis dos cavalos e gado. Os lanceiros gaúchos, apelidados de “centauros dos pampas”, tornaram-se emblemáticos das guerras do sul do país.
O príncipe regente Dom João julgou necessária a cavalaria para assegurar as capacidades militares do país, e vários regimentos foram criados no início do século XIX. Eles estavam armados com clavinas de pederneira Tower ou Brown Bess 17 mm e 19 mm, pistolas de pederneira 19 mm, lanças e sabres. Entre eles havia um Regimento de Lanceiros Guaranis, criado na região das Missões. O recrutamento de lanceiros entre os indígenas, que estavam formando sociedades nômades baseadas no cavalo, era mais um fenômeno sulista.

#### Império

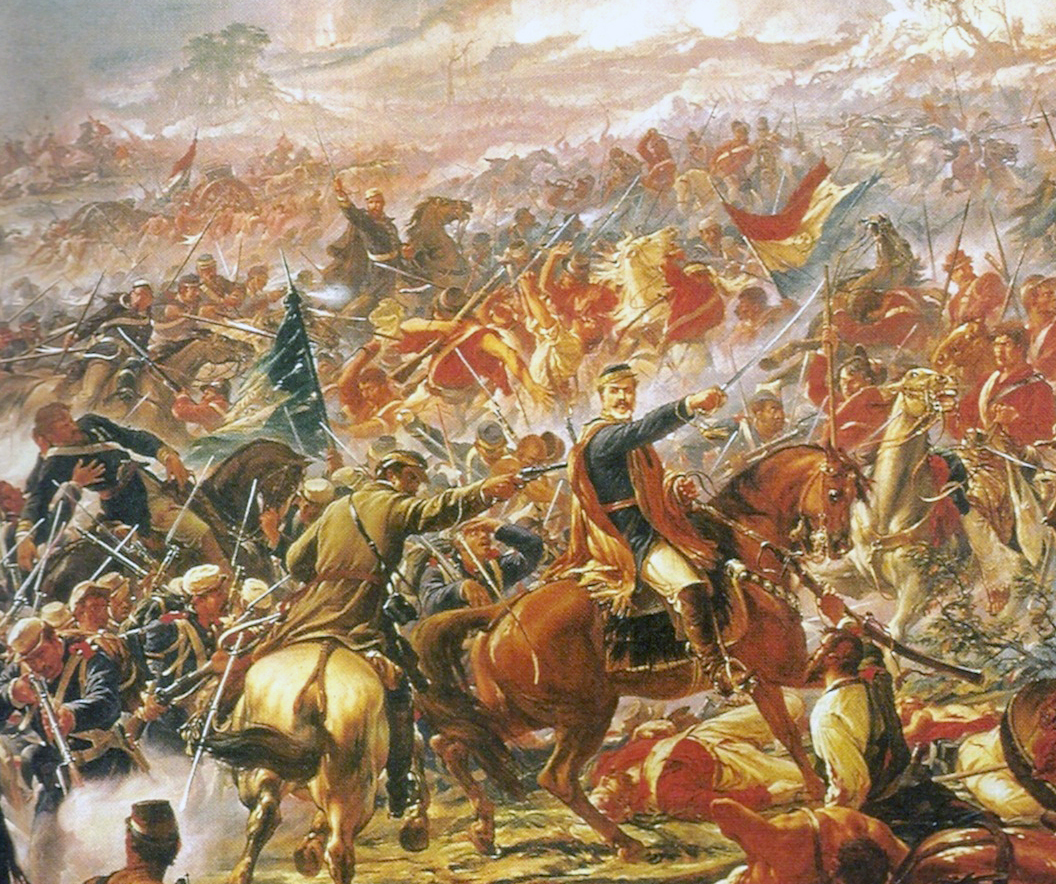
Osório na Batalha do Avaí

O Império Brasileiro abandonou a nomenclatura de “Dragões”, reorganizando as forças em sete regimentos numerados de cavalaria. Era considerada ligeira, mas às vezes unidades do Sul eram consideradas de lanceiros por usarem essa arma, como os Lanceiros Alemães. A lança, adotada a partir de 1826, foi novidade inspirada nos lanceiros europeus e milicianos gaúchos. Até então os dragões só usavam sabres e carabinas e não aproveitavam o poder de choque das cargas montadas. A doutrina era a de Beresford: função ofensiva e combate montado, sem apear. No Segundo Reinado o armamento passou a ser clavinas de fulminante, Minié, de varias marcas e adarmes; sabres, revolvers Colt e Lefaucheux; pistolas de arção Minié e lanças.
Com opiniões e experiência próprias, os cavalarianos eram tidos em baixa estima pelos intelectuais da capital. Havia o dito: “como na cavalaria, rápido e malfeito”. O atual patrono, marechal Osório, atuou nesse período. Era gaúcho e típico estancieiro-militar. Os gaúchos predominavam na origem da tropa e localização dos regimentos; eram exímios cavalarianos. Os cavalos eram adestrados com selvageria e tratados de forma insensível. Junto à má qualidade das selas portuguesas e da alimentação, enfraqueciam e cada soldado precisava levar dois ou três. Podiam ser abandonados no caminho. O furto de cavalos era praticado tanto por riograndenses quanto por castelhanos.
Em campanha, as unidades de cavalaria eram muitas vezes corpos (isto é, unidades menores do que regimentos) de milícias gaúchas ou da Guarda Nacional do Rio Grande do Sul. Nas guerras do sul do continente em 1825–1870, os cavalos eram de baixo padrão racial e as condições climáticas, ambientais, sanitárias e logísticas eram terríveis. Somado às condições do terreno, em muitos casos na Guerra do Paraguai (1864–1870) a cavalaria lutou a pé. O marquês de Caxias, em carta a Osório, descreveu a campanha como sendo “mais de caçadores e artilheiros que de cavaleiros, por isso que são ali os cavalos quase impossíveis de manter em grande número”.
Ainda assim, em terreno apropriado a cavalaria atacou montada, até como arma de choque, reproduzindo táticas do século XVIII. Num campo de batalha com armas da Segunda Revolução Industrial, a cavalaria ainda fez cargas “a todo galope, com lanças e sabres em punho”. Os lanceiros gaúchos chegaram ao seu ápice, e ao mesmo tempo, a lança entrou em declínio. Os regimentos, ao modo francês, tinham um esquadrão de dragões com clavinas e os demais de lanceiros. Sob o Duque de Caxias a proporção de lanceiros caiu de 3/4 a 2/3, mas os insucessos com armas de fogo novas em geral levou a táticas mais primitivas: na Batalha do Avaí, Osório foi um dos últimos a derrotar quadrados de infantaria numa primitiva carga a “ferro frio”, só com sabres e lanças. Mas este sucesso foi permitido pelas chuvas, que molharam a pólvora da infantaria paraguaia.
Após 1869, sob o Conde d'Eu, as armas de fogo foram novamente valorizadas. Os esquadrões de clavineiros foram separados dos lanceiros e agrupados em unidades ad hoc. Eles tiveram grande sucesso com a moderna clavina Spencer. Após a guerra a infantaria perdeu a distinção entre caçadores e fuzileiros. A cavalaria, seguindo a experiência e observando o ocorrido na Europa, poderia ter dado igual preparo à ação de choque e combate a pé, mas isso não se consolidou, retornando à configuração mista.
| 1824                                                              | 1824                         | 1889 |
| Unidade antiga                                                    | Nova denominação             | 1889 |
| ----------------------------------------------------------------- | ---------------------------- | --- |
| 1.º Regimento de Cavalaria do Exército                            | 1.º RC (Rio de Janeiro - RJ) | 1.º RC (Rio de Janeiro - RJ) 2.º RC (Jaguarão - RS) 3.º RC (São Borja - RS) 4.º RC (Livramento - RS) 5.º RC (Bagé - RS) 6.º RC (Santa Vitória do Palmar - RS) 7.º RC (Nioaque - MS) 8.º RC (Curitiba - PR) 9.º RC (Ouro Preto - MG) 10.º RC (São Paulo - SP) |
| Regimento de Cavalaria de Linha de Minas Gerais                   | 2.º RC (Ouro Preto - MG)     | 1.º RC (Rio de Janeiro - RJ) 2.º RC (Jaguarão - RS) 3.º RC (São Borja - RS) 4.º RC (Livramento - RS) 5.º RC (Bagé - RS) 6.º RC (Santa Vitória do Palmar - RS) 7.º RC (Nioaque - MS) 8.º RC (Curitiba - PR) 9.º RC (Ouro Preto - MG) 10.º RC (São Paulo - SP) |
| Cavalaria da Legião de São Paulo Esquadrão da Cidade de São Paulo | 3.º RC (São Paulo - SP)      | 1.º RC (Rio de Janeiro - RJ) 2.º RC (Jaguarão - RS) 3.º RC (São Borja - RS) 4.º RC (Livramento - RS) 5.º RC (Bagé - RS) 6.º RC (Santa Vitória do Palmar - RS) 7.º RC (Nioaque - MS) 8.º RC (Curitiba - PR) 9.º RC (Ouro Preto - MG) 10.º RC (São Paulo - SP) |
| Esquadrão de Voluntários de São Pedro                             | 4.º RC (Jaguarão - RS)       | 1.º RC (Rio de Janeiro - RJ) 2.º RC (Jaguarão - RS) 3.º RC (São Borja - RS) 4.º RC (Livramento - RS) 5.º RC (Bagé - RS) 6.º RC (Santa Vitória do Palmar - RS) 7.º RC (Nioaque - MS) 8.º RC (Curitiba - PR) 9.º RC (Ouro Preto - MG) 10.º RC (São Paulo - SP) |
| Regimento de Dragões do Rio Pardo                                 | 5.º RC (Rio Pardo - RS)      | 1.º RC (Rio de Janeiro - RJ) 2.º RC (Jaguarão - RS) 3.º RC (São Borja - RS) 4.º RC (Livramento - RS) 5.º RC (Bagé - RS) 6.º RC (Santa Vitória do Palmar - RS) 7.º RC (Nioaque - MS) 8.º RC (Curitiba - PR) 9.º RC (Ouro Preto - MG) 10.º RC (São Paulo - SP) |
| Regimento de Dragões de Montevidéu                                | 6.º RC (Montevidéu)          | 1.º RC (Rio de Janeiro - RJ) 2.º RC (Jaguarão - RS) 3.º RC (São Borja - RS) 4.º RC (Livramento - RS) 5.º RC (Bagé - RS) 6.º RC (Santa Vitória do Palmar - RS) 7.º RC (Nioaque - MS) 8.º RC (Curitiba - PR) 9.º RC (Ouro Preto - MG) 10.º RC (São Paulo - SP) |
| Regimento de Dragões da União                                     | 7.º RC (Paissandu)           | 1.º RC (Rio de Janeiro - RJ) 2.º RC (Jaguarão - RS) 3.º RC (São Borja - RS) 4.º RC (Livramento - RS) 5.º RC (Bagé - RS) 6.º RC (Santa Vitória do Palmar - RS) 7.º RC (Nioaque - MS) 8.º RC (Curitiba - PR) 9.º RC (Ouro Preto - MG) 10.º RC (São Paulo - SP) |

#### República

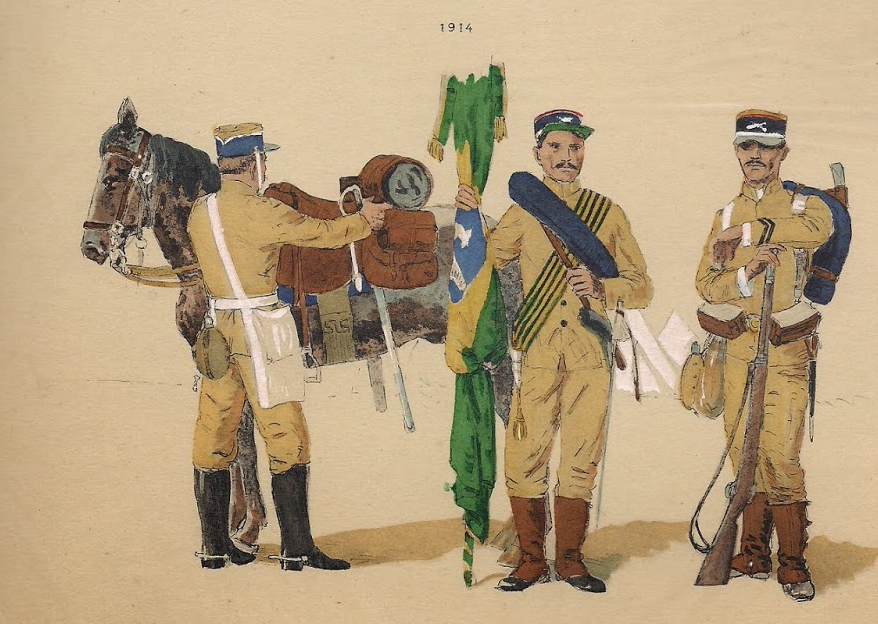
Cavalaria em 1914

Os lanceiros ainda foram importantes na Revolução Federalista (1893–1895), mas naquela década já podiam ser facilmente atingidos a longa distância. O uso da lança foi mínimo nas décadas seguintes, embora as armas de fogo só tenham sido formalmente adotadas para todos os soldados em 1917. Os regimentos de cavalaria neste conflito não eram não só do Exército, como também da Brigada Militar do Rio Grande do Sul, pois o federalismo da Primeira República (1889–1930) dava margem aos estados para constituir “pequenos exércitos” a partir de seus corpos policiais. A Brigada Militar também tinha Corpos Provisórios, tropas irregulares compostas basicamente de cavalaria. Na Força Pública de São Paulo, o Regimento de Cavalaria era uma das unidades mais tradicionais.
No Exército, a preferência gaúcha pela cavalaria permanecia na Escola Militar do Realengo, antecessora da AMAN, onde os oficiais eram formados após 1913. Os cadetes com notas melhores escolhiam sua Arma ao final do 2.º ano. A Cavalaria era a terceira mais disputada, atrás da Artilharia e da Engenharia (em ordem crescente). A Infantaria tipicamente ficava com os alunos de nota menor. Muitos cadetes nordestinos juntaram-se aos gaúchos durante a direção de José Pessoa (1930–1934), um cavalariano da Paraíba.
Em 1910 um decreto presidencial previu uma Escola de Veterinária e um Quadro de Veterinários no Corpo de Saúde do Exército, respondendo assim à insalubridade observada nas campanhas ao longo do século anterior. À época da gestão de Pandiá Calógeras no Ministério da Guerra (1919–1922), as deficiências materiais do Exército eram sentidas também na cavalaria. Muitos soldados eram ocupados com a criação, reprodução e tratamento dos equinos em detrimento da instrução, tornando os grandes exercícios em campo raríssimos. Com a alta taxa de perda de cavalos numa guerra, o ministro especulava que em quinze dias a cavalaria estaria combatendo a pé.
O Combate do Seival, em 25 de novembro de 1926, teve algumas das últimas cargas de cavalaria na história brasileira. Sua derrota para posições defensivas com metralhadoras marcou o ocaso da “guerra à gaúcha”. Ainda assim, nesse mesmo período a Coluna Prestes teve sucesso com este tipo de guerra. Um dos momentos icônicos da Revolução de 1930 foi quando os provisórios da Brigada Militar amarraram seus cavalos no obelisco da avenida Rio Branco, no Rio de Janeiro, representando seu triunfo sobre o poder vigente na capital. O obelisco, ícone do poder central, foi reduzido a “mero palanque para amarrar os cavalos”, símbolos do Rio Grande do Sul.
A tração animal não era exclusiva da cavalaria, sendo amplamente utilizada pelas outras armas. A artilharia, por exemplo, movia seus canhões em juntas de bois, o que era facilmente observável até o final dos anos 30. Em 1939/1940, no início da Segunda Guerra Mundial, o Exército tinha um efetivo previsto de 36 383 cavalos, com 22 810 existentes de fato, dispersos por todas as regiões militares. Isso exigia coudelarias, depósitos de remonta, de reprodutores e de material de veterinária, um hospital, enfermarias, isolamentos, farmácias, ferradorias, cultivo de forragem e compras de animais. A pobreza dos quartéis foi constatada pelo general José Pessoa quando nomeado inspetor da Cavalaria em 1939. Em sua avaliação, a cavalaria argentina seria superior à brasileira durante uma guerra. O problema seria mais amplo, na equinocultura nacional, e assim, da alçada também do Ministério da Agricultura. Em 1958 os armamentos individuais de um esquadrão de fuzileiros da cavalaria hipomóvel eram a espada, mosquetão, sabre-punhal, fuzil semiautomático, pistola, revólver, metralhadora de mão e granadas de mão e de fuzil. As armas coletivas eram o fuzil-metralhadora Madsen 1935-F, o morteiro de 60 mm e o lança-rojão.

### Mecanização (1938–1986)

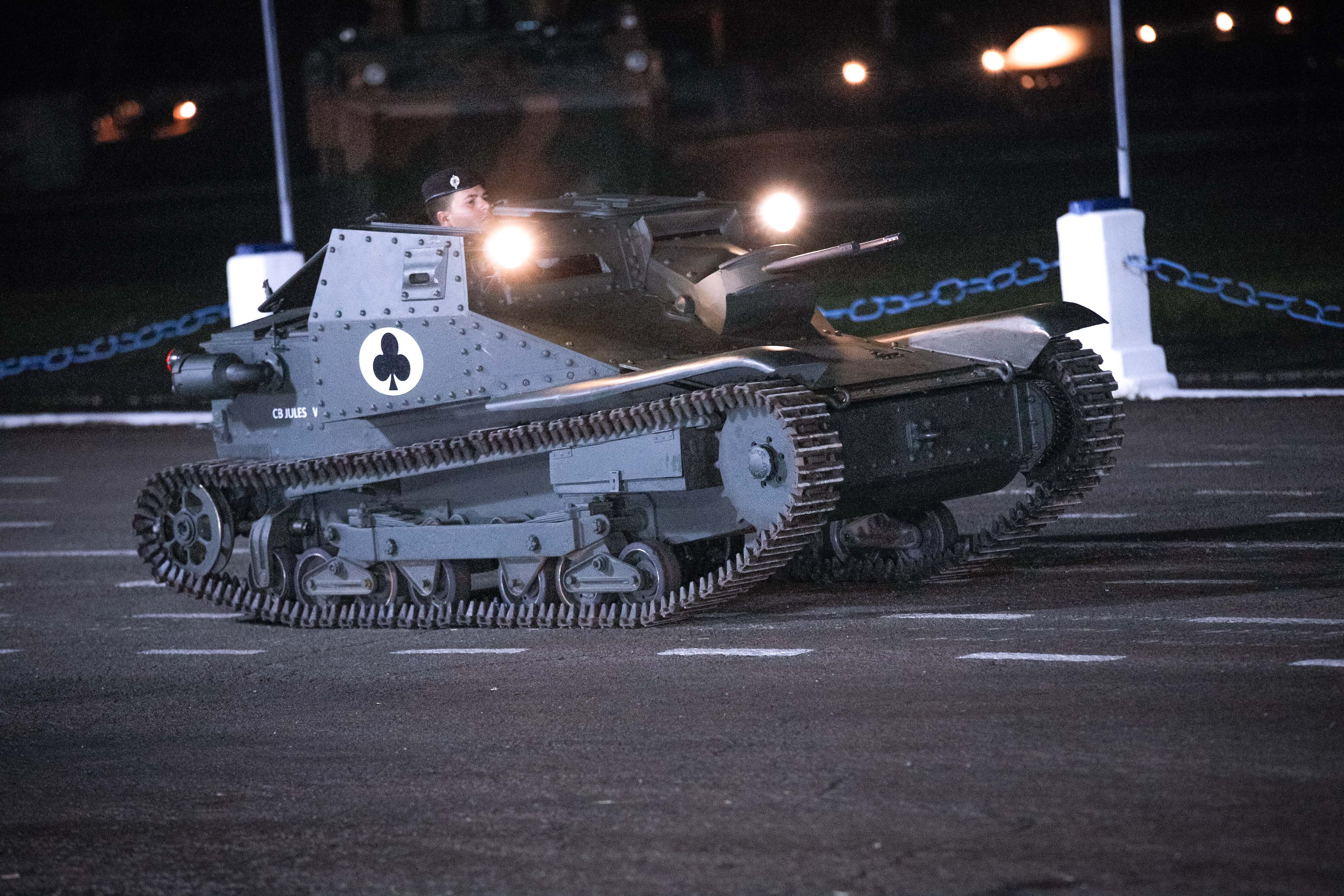
Tanquete L3/35

As duas guerras mundiais evidenciaram a obsolescência do cavalo no campo de batalha e sua dominação pelos veículos mecanizados. Estavam em curso dois avanços tecnológicos, a motorização e a mecanização, que podem ser respectivamente definidas como a adoção de materiais de transporte, como caminhões e tratores, e de materiais de combate como o carro de combate e o carro blindado. Para a cavalaria, a mecanização era uma mudança radical que aposentaria seu principal instrumento, o cavalo. Após 1940 a arma enfrentava a extinção, mas tinha uma alternativa: abraçar a mecanização, reconhecendo no carro de combate o sucessor do cavalo e dando continuidade às suas antigas capacidades de blindagem, choque e mobilidade. Os países centrais substituíram a cavalaria hipomóvel pelas forças mecanizadas, embora algumas unidades da arma mantiveram suas denominações. A “cavalaria” das décadas seguintes era baseada na tecnologia de ponta. Porém, nos países periféricos o cavalo continuou em uso.
A mecanização brasileira começou com os Renault FT-17 da Companhia de Carros de Assalto (1921–1932). Era adida à 1.ª Divisão de Infantaria e servia para apoiar a infantaria, conforme o pensamento francês da época. No início do período entreguerras o pertencimento do carro de combate estava em aberto, aparecendo com a infantaria e mesmo com a artilharia; uma corrente defendia que deveria formar uma arma própria. Anos depois e até 1970, o mesmo conceito francês aparecia nos Batalhões de Carros de Combate Leves, que pertenciam à infantaria.

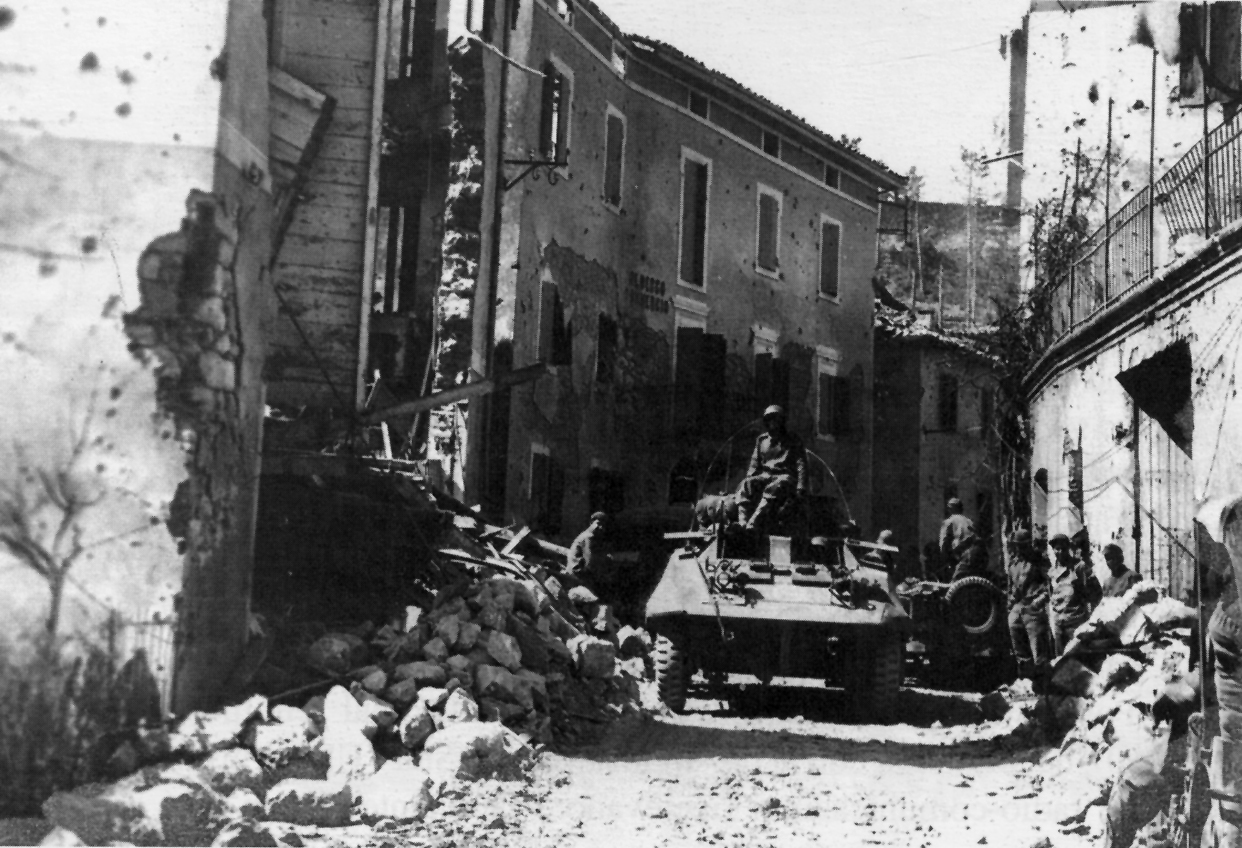
M8 Greyhound brasileiro na Campanha da Itália (1945)

Os próximos passos foram a Seção de Moto-Mecanização do Estado-Maior do Exército e a constituição em 1938 do Esquadrão de Auto-Metralhadoras de Reconhecimento, equipado com o tanquete italiano Fiat Ansaldo L3/35 e pertencente à cavalaria. Durante a Segunda Guerra Mundial, a cavalaria participou na Força Expedicionária Brasileira consistiu num esquadrão equipado com jipes e carros blindados M8 Greyhound.
A partir de 1941–1942 o Brasil recebeu muito material mecanizado americano através do Lend-Lease. O fluxo foi retomado em 1952 com a assinatura do Acordo Militar Brasil-Estados Unidos. A entrada de centenas de blindados americanos da Segunda Guerra — M3 Stuarts, M3 Lees, M4 Shermans, M8 Greyhounds e M3 Scout Cars, suplementados nos anos 60 com o carro de combate leve M41 Walker Bulldog, dos anos 50, permitiu constituir uma Divisão Motomecanizada (1943), convertida em núcleo de Divisão Blindada (1946) e elevada a divisão completa em 1957.
Os blindados coexistiam com a cavalaria hipomóvel: em 1960, de 27 regimentos de cavalaria 17 eram a cavalo. A Lei da Organização dos Quadros e Efetivos de 1946 deixava somente forças hipomóveis e motorizadas na arma da cavalaria, classificando as unidades mecanizadas como “tropas blindadas”, enquanto o decreto de 1957 incluiu-as na cavalaria. Havia a ameaça da constituição de uma arma blindada independente, como ocorrido na Alemanha e nos Estados Unidos.
Também estavam em cheque as tradições da arma, as carreiras de cavalarianos e veterinários e o futuro do cavalo. Uma facção de oficiais defensores da tradição queria sua permanência, ainda que admitindo em parte a motomecanização. O debate estava aceso desde a Segunda Guerra Mundial. A blitzkrieg demonstrava o valor dos blindados, enquanto os partidários do cavalo usavam a seu favor as façanhas da cavalaria do Exército Vermelho. Até os anos 60, os tradicionalistas argumentaram com base na inferior mobilidade e versatilidade das forças mecanizadas em terrenos difíceis e tempo chuvoso, assim como na inviabilidade material de sustentá-las.

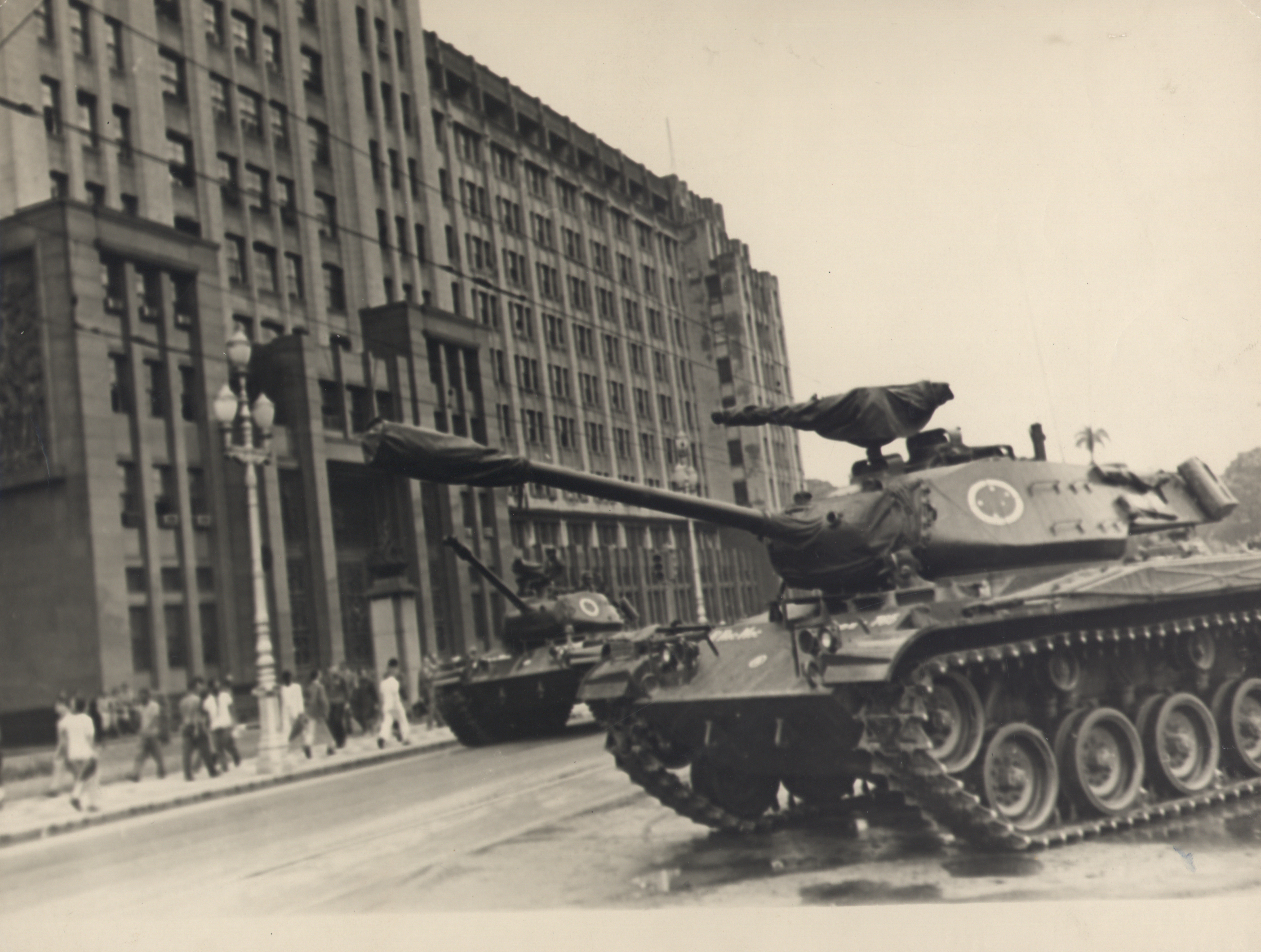
Carros de combate leves M41 em frente ao Palácio Duque de Caxias no golpe de 1964

Algum dia, o progresso vertiginoso da nossa pátria nos levará a cumprir, com viaturas mecanizadas, as tradicionais missões que Osório e Andrade Neves cumpriram a cavalo.
Porém, isso somente será possível quando mudar o panorama brasileiro pela transformação do meio físico pelo homem, isto é, quando os nossos motores, acionados pelo nosso petróleo, deslocarem-se por verdadeiras estradas para qualquer ponto do país. Somente então é que poderemos pensar em suprimir o cavalo.
— General Almério de Castro Neves, A Cavalaria Hipomóvel Brasileira na Época Atual (A Defesa Nacional, n.599, 1965)

O transporte motorizado, mesmo que em veículos civis requisitados, predominou nas operações da cavalaria nos anos 60, como a Campanha da Legalidade de 1961, o golpe de Estado de 1964, a Guerrilha de Três Passos de 1965 e o combate ao contrabando. Em 1961, a 1.ª Divisão de Cavalaria teve ordem de seguir do Rio Grande do Sul até São Paulo por via férrea, com a 2.ª Divisão seguindo atrás, e ambas receberam do III Exército os meios para motorizar um regimento. Em 1964, há menção a um deslocamento a cavalo a partir de Quaraí, sudoeste gaúcho, mas o que se destacou nesse ano foram os carros de combate nas ruas do Rio de Janeiro.

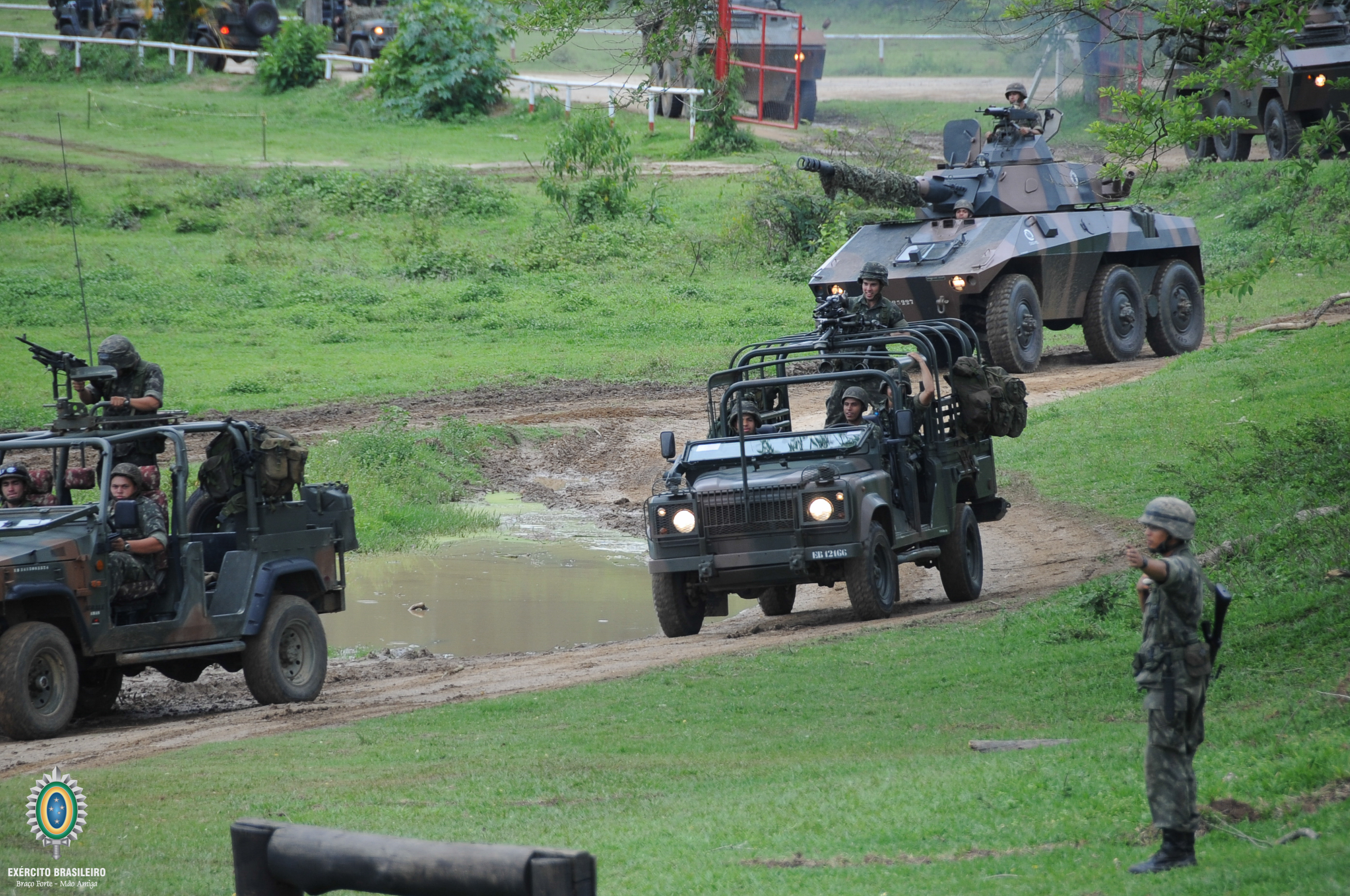
EE-9 Cascavel e jipes

A motorização e mecanização já ocorriam nos exércitos dos países vizinhos e eram plenas nos combatentes das Guerras da Coreia e Vietnã. Ao longo dos anos os oficiais relutantes eram gradualmente substituídos por novas gerações abertas à mecanização.
Ao mesmo tempo, os argumentos contra a mecanização eram esvaziados pelo “progresso vertiginoso” da economia nacional. Nos anos 60 e 70 a produção industrial automobilística e bélica e os projetos de pesquisa do Exército permitiram nacionalizar a maioria dos veículos não blindados, modernizar os blindados americanos e fabricar blindados sobre rodas: o EE-9 Cascavel e EE-11 Urutu da Engesa, respectivamente para reconhecimento e transporte. Os veículos nacionais enfim equiparam a cavalaria. Da mesma forma, a infantaria foi motorizada e mecanizada. Em 1973 a mecanização já havia transformado a maioria dos regimentos, atingindo os últimos em Mato Grosso do Sul em 1985–1986. A mecanização tardia era tendência latino-americana; México e Chile também tinham cavalaria hipomóvel nos anos 80.
Nos novos pelotões de cavalaria, o Cascavel e Urutu serviam juntos, complementando um ao outro. Sua semelhança de partes facilitava a logística e manutenção. Os cavalos foram mantidos em três regimentos de guardas, de valor histórico, e em algumas escolas. A denominação de “cavalaria” foi meramente acrescida de adjetivos como “mecanizada” e “blindada”. A formação de oficiais de cavalaria continuou, assim como as funções de reconhecimento e vanguarda. Dessa forma a tradição sobreviveu em parte, foi conciliada com a modernização e a arma prosseguiu sua existência.

### Modernizações (1979–)

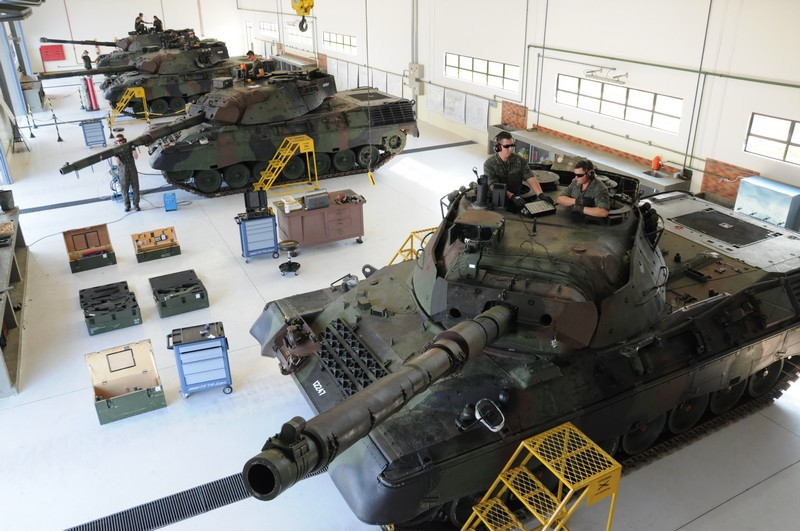
Leopard 1

Após a mecanização, uma oportunidade nova e igualmente grande surgiu com o helicóptero. Carregando soldados e possuindo grande mobilidade e capacidade de manobra, ele foi empregado pelos americanos no Vietnã como “cavalaria aérea”. Alguns cavalarianos brasileiros viram nele a próxima evolução depois do blindado, mas as unidades de helicóptero que o Exército chegou a formar a partir de 1986 não pertenceram à cavalaria. Esse papel coube à Aviação do Exército e à infantaria aeromóvel.
A indústria acumulou experiência modernizando veículos americanos e em 1979 iniciou o desenvolvimento de um carro de combate nacional, o Tamoyo, como resposta ao Tanque Argentino Mediano. Seria não uma tecnologia de ponta mas um equipamento adequado às limitações nacionais. Para acompanhá-lo viria o transporte de pessoal sobre lagartas Charrua, sucedendo o M-113. O Tamoyo tinha uma alternativa mais sofisticada, voltada ao mercado internacional, o Osório. Nenhum dos três veículos foi comprado e a indústria bélica entrou em crise nos anos 90.
A Doutrina Delta para uma guerra convencional fora da Amazônia, uma das hipóteses de emprego do Exército adotadas em 1996, priorizava as forças blindadas e mecanizadas, e portanto, a cavalaria foi a arma com as mudanças mais profundas nos seus manuais de campanha. Entretanto, essas forças estavam defasadas tanto na infantaria quanto na cavalaria. No mesmo ano foi fundado o Centro de Instrução de Blindados para preparar os recursos humanos (sargentos e oficiais) das tropas blindadas. Como o M41 já estava velho, restava importar novos carros de combate. No final dos anos 90 o Brasil comprou o M60 A3 TTS e o Leopard 1 A1. Sem uma importação adequada de peças de manutenção para o Leopard, em 2009–2010 chegaram os primeiros lotes de uma versão melhor, o Leopard 1 A5. São carros muito mais avançados que o M41 e levaram à expansão das capacidades logísticas. Entretanto a manutenção, ao contrário da compra, é cara, não ocorre transferência de tecnologia e os modelos são defasados. O Tamoyo, M60 e Leopard 1 são de 2ª geração, enquanto o Osório e contemporâneos dos anos 80 e 90 como o M1 Abrams e Leopard 2 são de 3.ª geração.

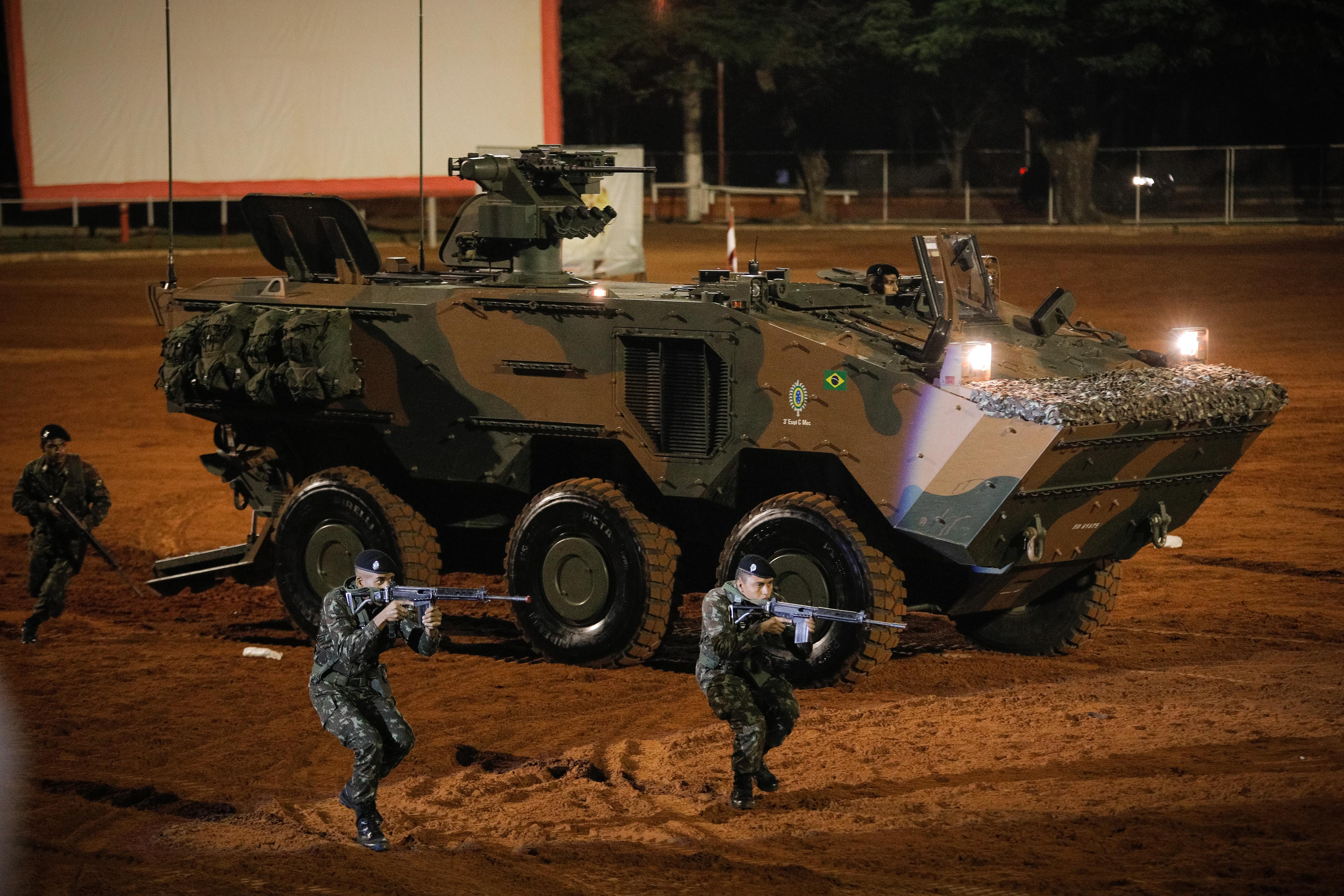
VBTP-MR Guarani e fuzileiros mecanizados

Os exploradores, elementos mais leves da cavalaria mecanizada, dependem de jipes, enquanto exércitos mais modernos usariam blindados leves. Seu material eletro-optrônico foi avaliado como obsoleto em 2020. Cascavel e Urutu serviram por mais de 25–40 anos após a produção, tornando-se tecnologicamente defasados; assim, em 1998 o Exército iniciou seu planejamento para uma nova família de blindados sobre rodas. O Urutu foi substituído pelo novo VBTP-MR Guarani, de produção nacional, em 2014–2022, restando apenas cinco unidades em serviço. O Guarani serve também para a nova infantaria mecanizada. O Cascavel teve seu sucessor escolhido em 2022: o caça-tanques Centauro II [it] com canhão de 120 mm, numa substituição gradual ao longo de 15 anos. A compra chegou a ser contestada na Justiça com argumentos orçamentários.
Nos conflitos dos anos 2020, como a Guerra no Alto Carabaque e a invasão russa da Ucrânia, carros de combate mais modernos que os Leopard 1 brasileiros, mas empregados com erros táticos, sofrem baixas pesadas para armas antitanque e drones, pondo em questão o futuro da cavalaria blindada brasileira. O contrato de manutenção para o Leopard 1 A5 BR expira em 2027, exigindo no futuro um substituto. Enquanto ele não é definido, 25% da frota será modernizada para continuar em serviço até ao redor de 2040. O transporte sobre lagartas da cavalaria blindada permanece o M-113, enquanto no seu lugar outros exércitos usariam um veículo de combate de infantaria como o Bradley.

## Tradições

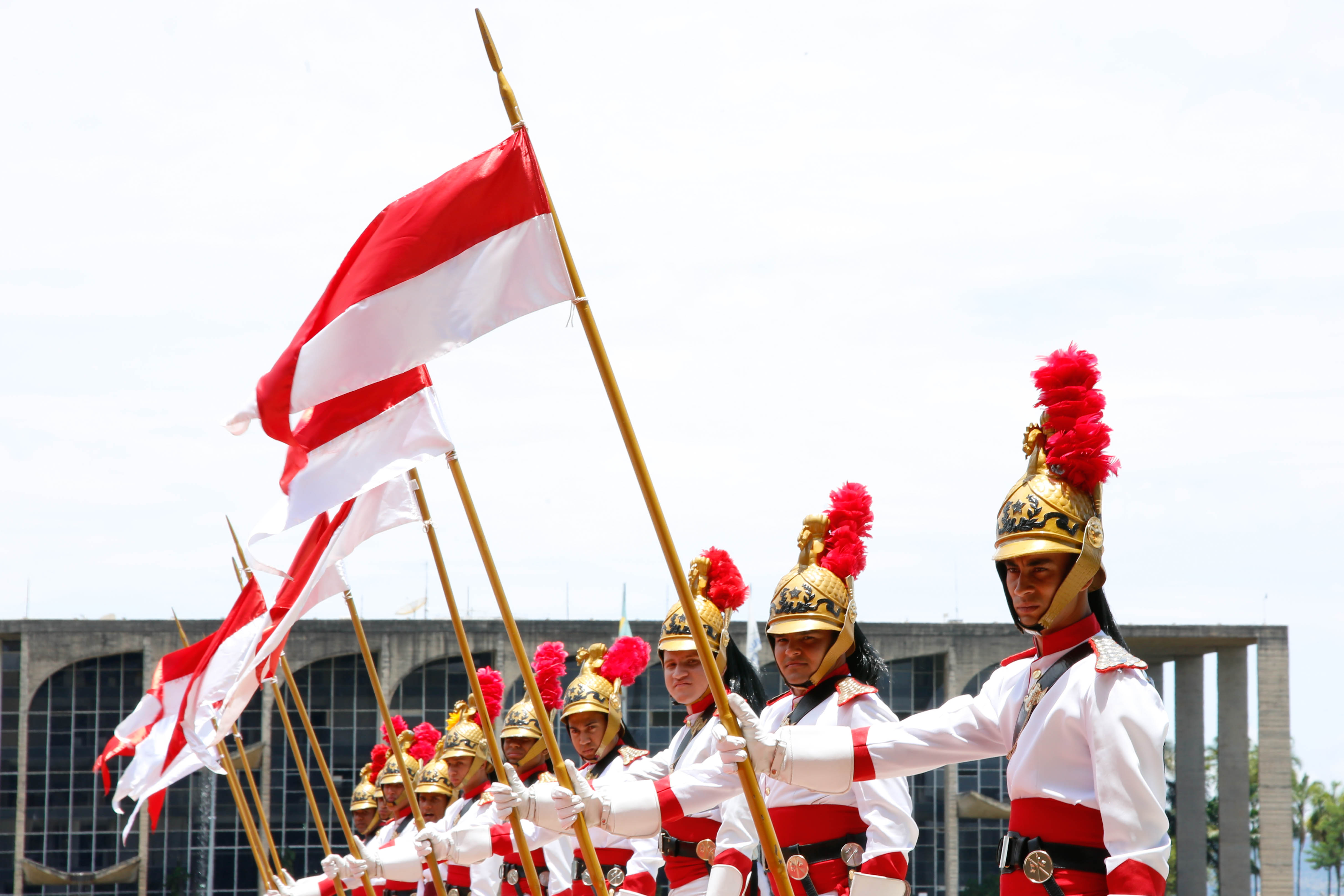
Dragões da Independência com as cores da cavalaria

O general José Pessoa considerava a Cavalaria “a arma por excelência da tradição”. A imagem da cavalaria no Velho Mundo, onde ela era toda uma “instituição político-religiosa, social, ética e estética”, foi transplantada para o Novo Mundo, e assim, há a crença na “nobreza” da Cavalaria brasileira. Esta, porém, não seria definida pelo caráter de elite feudal da cavalaria medieval, mas por determinados traços comportamentais (“elegância, lealdade e arrojo”).
Espera-se dos cavalarianos que transpareçam no cotidiano as características exigidas pelas suas operações militares. Em campanha, eles precisam lutar agressivamente e tomar decisões rápidas, e por isso, comparados aos infantes, têm mais liberdade de iniciativa. Não deve haver “frescura” com as condições materiais e as diferenças hierárquicas dentro da Arma. Surge daí o “espírito” da arma, definido pela “rapidez, combatividade, coragem, flexibilidade, determinação, desprendimento, vontade de superar obstáculos”. O pessoal das outras Armas tem como estereótipos negativos os cavalarianos como “grossos, bagunceiros” e o espírito da arma como o de “rápido e malfeito”; por outro lado, reconhecem os cavalarianos como um grupo coeso e tradicional. Essa imagem foi constatada pelo antropólogo Celso Castro numa pesquisa com os cadetes da AMAN, ao final dos anos 80. 
As tradições surgiram centradas no cavalo como instrumento de guerra, como a equitação, a ligação próxima entre cavalariano e montaria e os armamentos próprios. Os oficiais da ativa tinham o direito de manter um cavalo particular nas instalações do Exército. Há o ritual de iniciação da entrega das esporas, que remete ao passado medieval. Também integram a tradição as histórias centenárias dos regimentos e as canções.

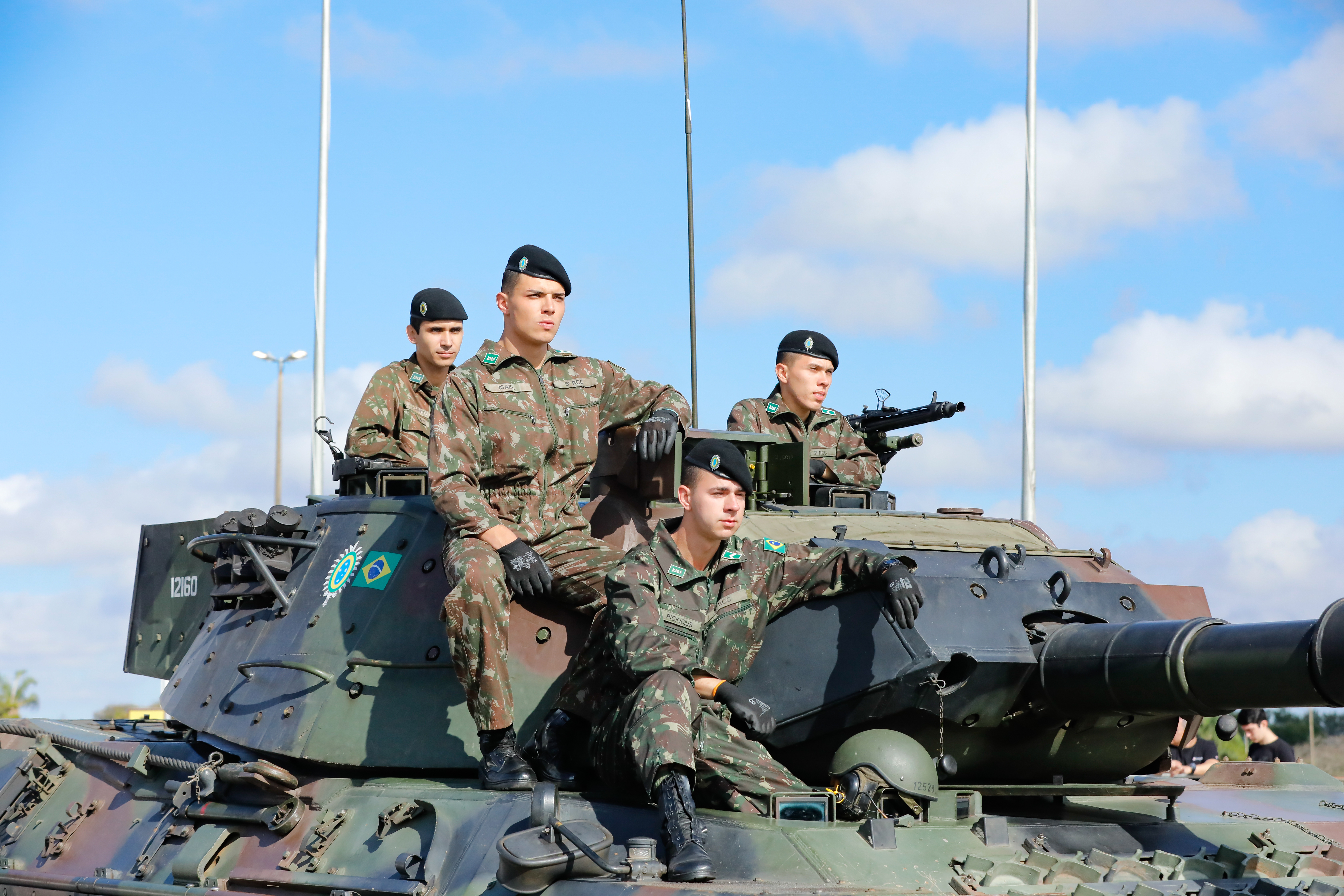
Tripulação de um Leopard 1 com a boina preta

Novas tradições surgiram com a mecanização, como a boina preta, tradicional de forças blindadas pelo mundo. Ela data do Exército Britânico em 1924 e é adequada a uma tripulação de carro de combate, não obstruindo a visão nas estreitas viseiras e nem expondo manchas de óleo. No Brasil foi adotada pela primeira vez em Bagé em 1968. Desde os anos 80, já se reconhecia uma mudança no “espírito” da arma devido aos blindados, levando a uma valorização do estudo, mas sem que a “parte técnica” retirasse a importância da “parte hipo”.
O santo padroeiro dos cavalarianos é São Jorge, escolhido em meados do século XX. Às vezes representado “a cavalo, de lança flamejante, acometendo e vencendo um dragão”, é associado a valores marciais desde a Idade Média e venerado por militares brasileiros em geral, como na cavalaria da PMERJ. O símbolo da arma era, durante o Império, o número do regimento entre dois dragões semelhantes aos da Casa de Bragança. Nos anos 1880, surgiram distintivos com duas espadas cruzadas. Com o abandono da simbologia monárquica após a 1889, passou a ser duas lanças cruzadas com bandeirolas.

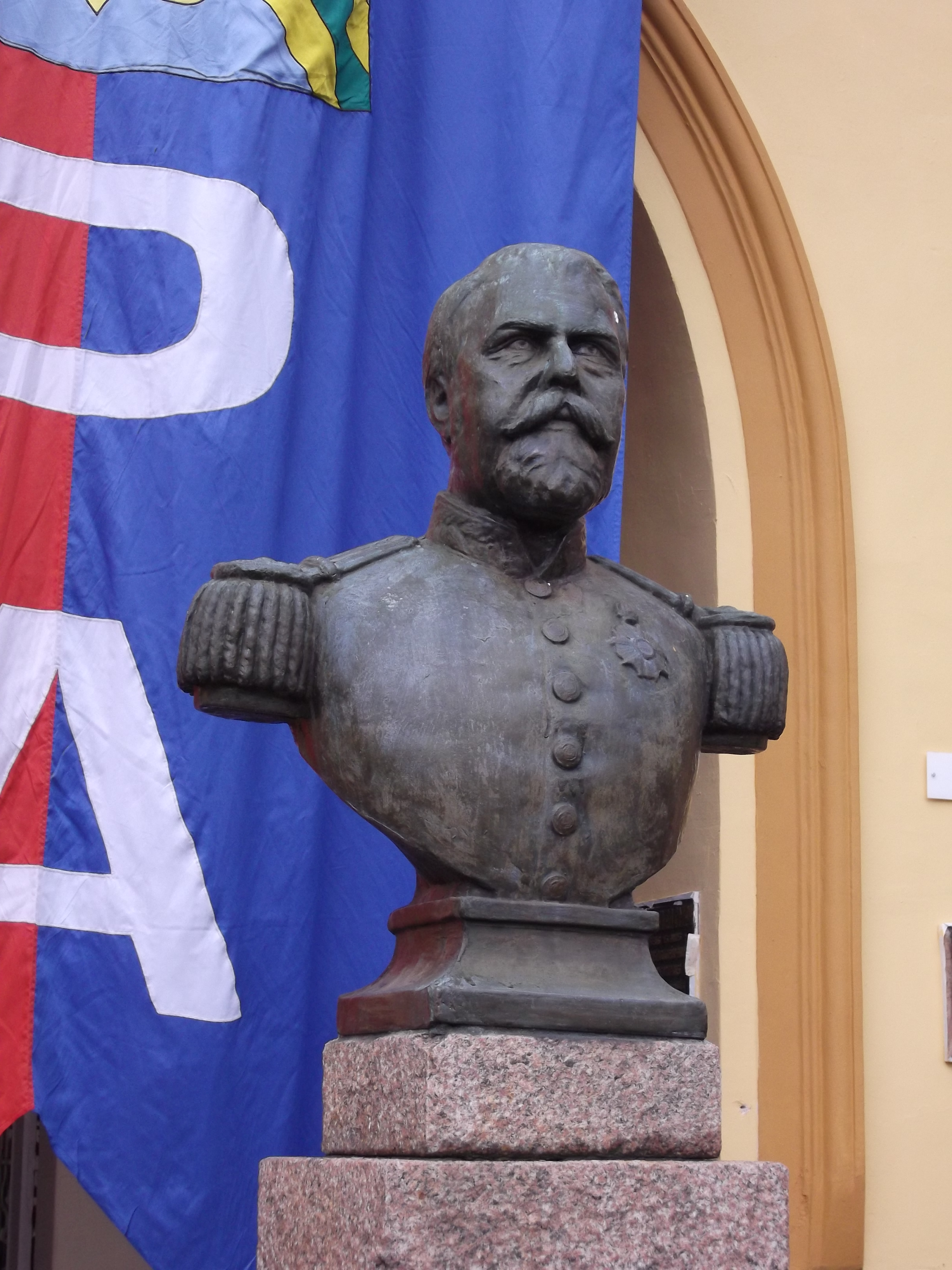
Busto de Osório

O patrono, o marechal Manuel Luís de Osório, Marquês do Herval (1808–1879), liderou as forças aliadas à vitória na Batalha de Tuiuti, em 24 de maio de 1866, durante a Guerra do Paraguai. Nas décadas seguintes era figura de prestígio no Exército como um todo, recebendo maior reverência que Luís Alves de Lima e Silva, o Duque de Caxias. A primazia de Caxias, hoje patrono do Exército, foi construída a partir dos anos 20 e 30. O tenentismo e as repetidas insurreições da tropa levaram as lideranças militares do final da República Velha e da Era Vargas a promover sua figura, associada às lutas pela unidade nacional, para valorizar um perfil legalista e apolítico que restaurasse a unidade da corporação. A partir dos anos 40 Osório ficou, então, com a posição de patrono da Cavalaria. Antes de se consolidar nessa posição, ela chegou a ser atribuída a Joaquim de Andrade Neves, contemporâneo de Osório, no livro Grandes soldados do Brasil.
A palavra “cavalaria” é atribuída por cavalarianos brasileiros, inclusive nas publicações oficiais, ao sânscrito akva. Essa etimologia foi introduzida em 1942 pelo tenente-coronel Arthur Carnaúba com base num livro do capitão Serpa Soares, do Exército Português. Conforme Soares, a palavra originalmente designava o combate em vantagem de posição, em carros de guerra e depois no dorso de montarias. No latim, teria originado os termos aequa e aequus, para os cavalos. Assim, a cavalaria não teria vindo do cavalo, justificando a continuidade do termo para uma arma mecanizada. Porém, a etimologia proposta não tem base teórica sólida; não é necessariamente equivocada, mas carece de estudos aprofundados. Dicionários de espanhol, italiano e francês consideram a palavra como derivada do cavalo.

## Organização
Os regimentos são de carros de combate, blindados com carros de combate e outros blindados sobre lagartas, mecanizados com blindados sobre rodas ou de guardas com cavalos. Existem esquadrões especializados nas brigadas paraquedista, aeromóvel e de selva. As brigadas são blindadas ou mecanizadas, com a Brigada de Cavalaria Blindada idêntica à Brigada de Infantaria Blindada.

### Tipos de regimentos

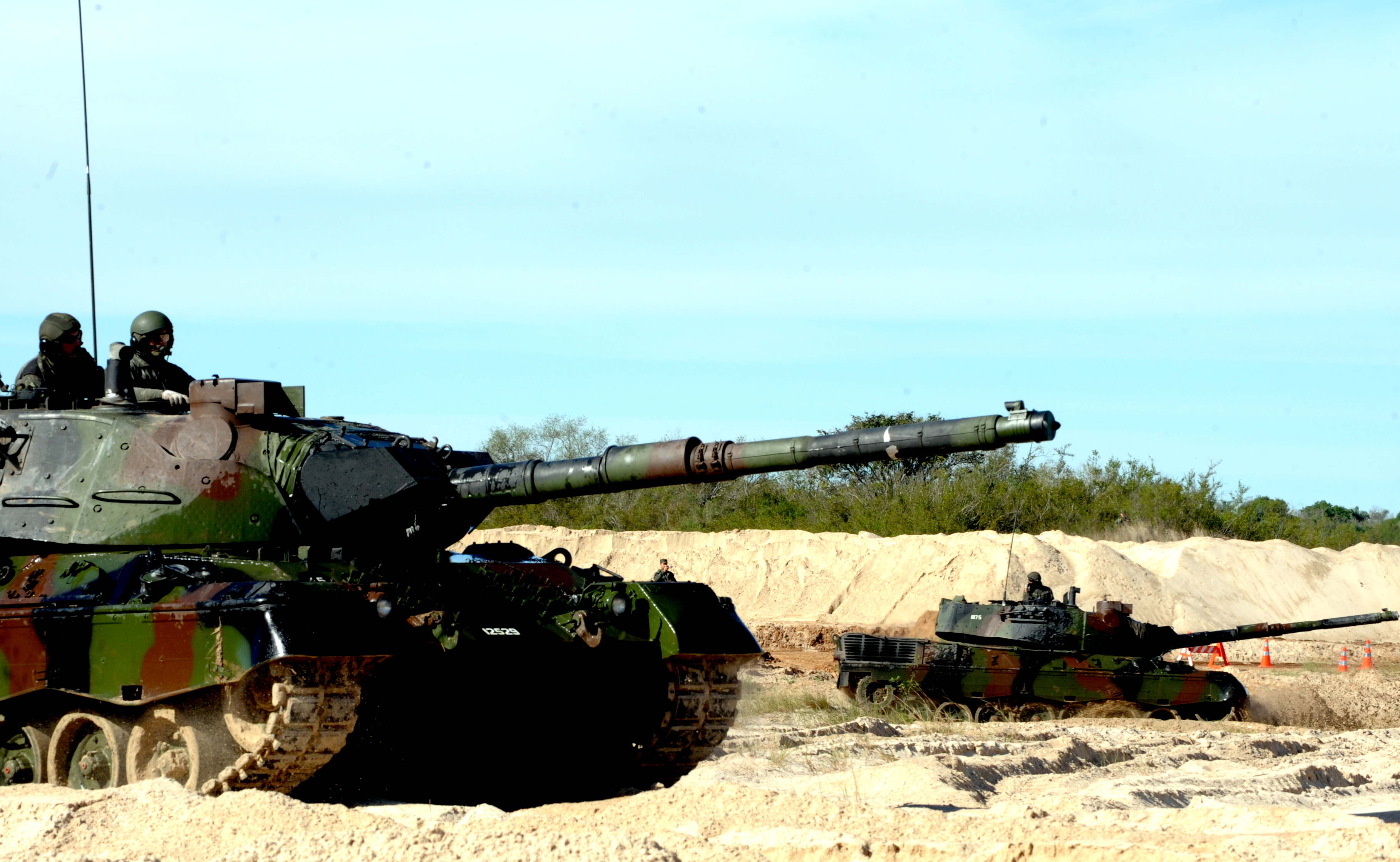
Carros de combate Leopard 1

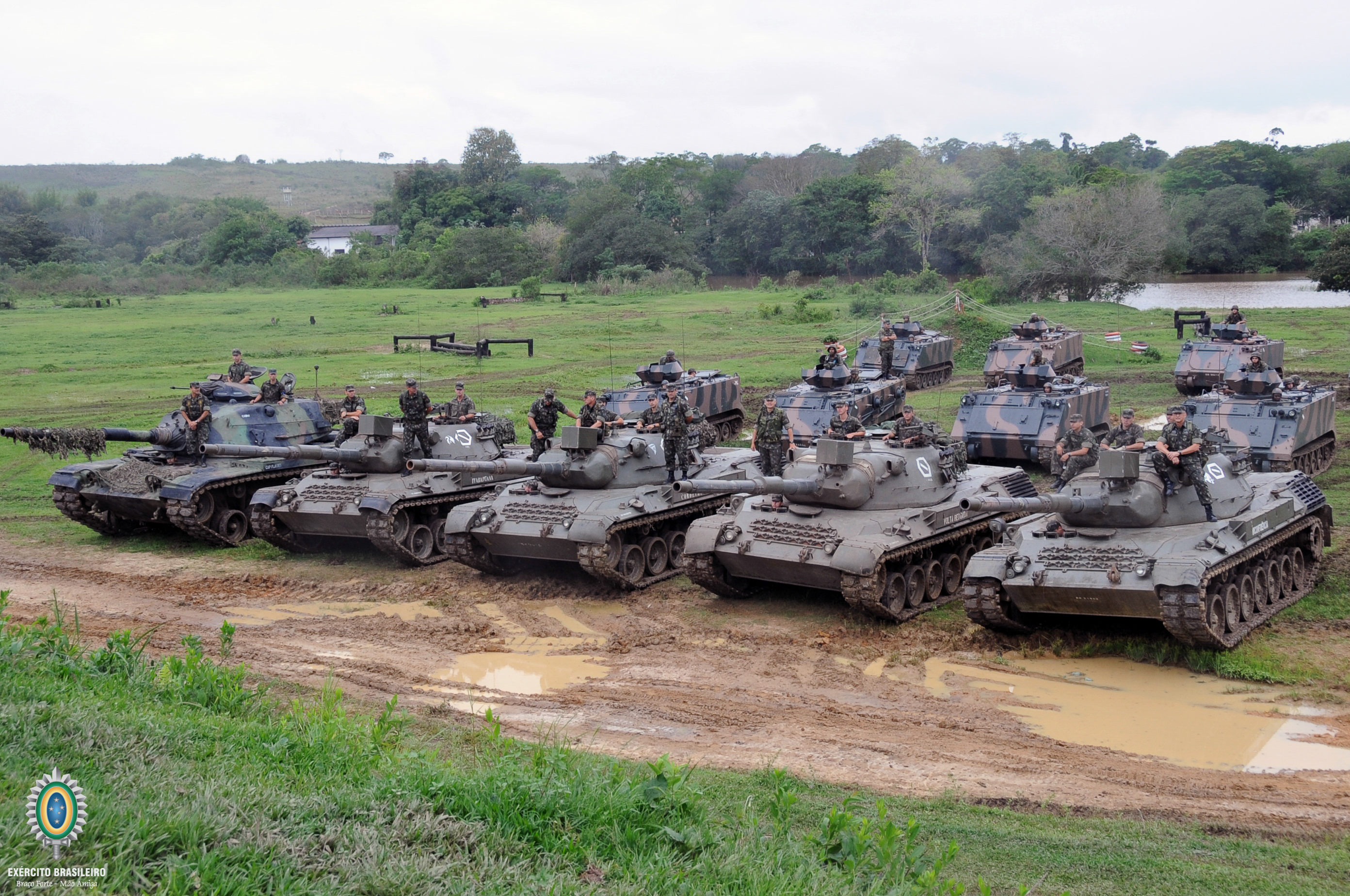
Cavalaria blindada: M60, Leopard 1s e M-113s

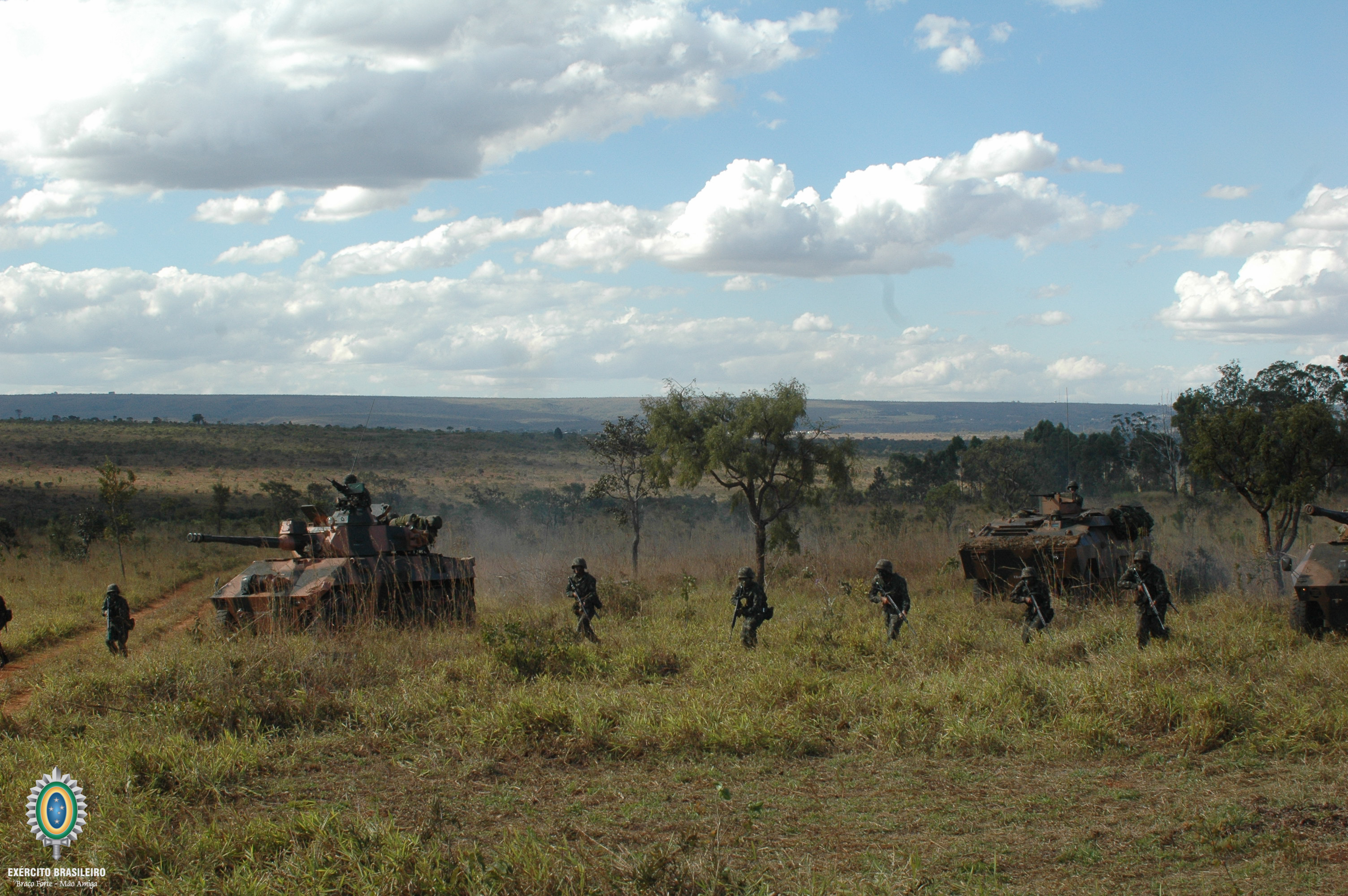
Cavalaria mecanizada: Cascavéis e soldados desembarcados de um Urutu

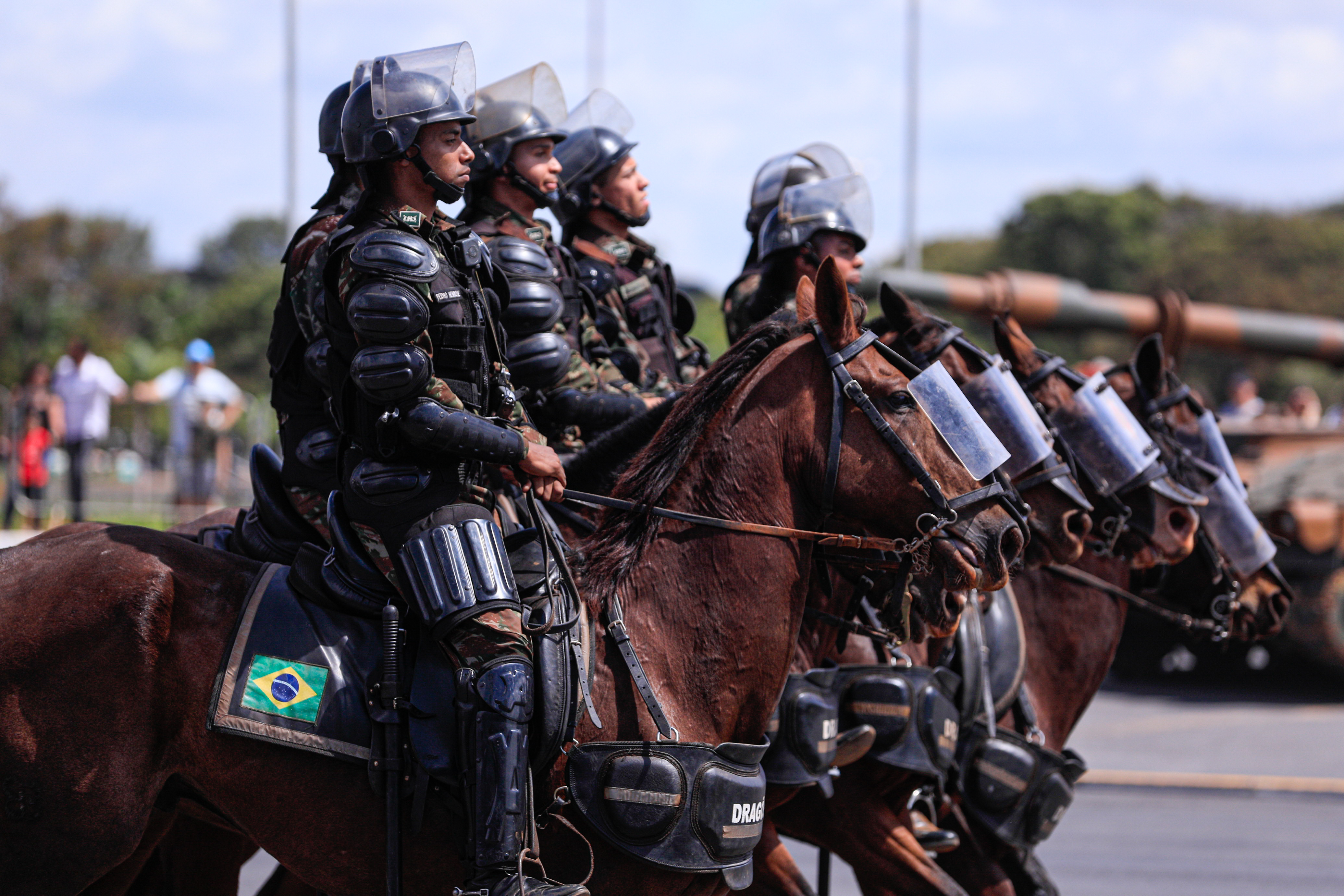
Cavalaria de guardas

O Regimento de Cavalaria hipomóvel de 1915 tinha quatro esquadrões, reduzidos a três em 1928 e denominados “de fuzileiros” em 1943. Novos tipos de esquadrões surgiram em 1932 (de metralhadoras) e 1943 (de morteiros e armas anticarro).
A motomecanização gerou novos tipos de unidades nos anos 40. A infantaria montada virou os Regimentos de Cavalaria Motorizados (RCM), e foram criados Batalhões de Carros de Combate (BCC) e Esquadrões e Regimentos de Reconhecimento Mecanizado (Esqd ou R Rec Mec). O RCM era efetivamente infantaria motorizada. O Reconhecimento Mecanizado usava blindados mais leves e, além do reconhecimento, também fazia missões ofensivas, defensivas e de segurança. O nome era influência inadequada da doutrina americana. O BCC tinha blindados médios. Seu nome era também impropriedade, pois o que os americanos denominavam de “batalhão”, a cavalaria brasileira tradicionalmente chama “regimento”. Era previsto ainda um batalhão de blindados pesados, que, porém, não chegou a existir.
As reformas dos anos 70 completaram a motomecanização. As antigas categorias deram lugar às seguintes:
- Regimento de Carros de Combate (RCC): Originalmente equipado com o M41, posteriormente o Leopard 1 A1 e M60[13] e hoje o Leopard 1 A5.[63] Atualmente tem quatro esquadrões, cada qual de três pelotões com quatro carros de combate cada.[g] São a força de choque do Exército,[63] usada na destruição do inimigo.[5]
- Regimento de Cavalaria Blindado (RCB): Organização de armas combinadas,[128] com dois esquadrões de carros de combate idênticos aos do RCC e dois de fuzileiros blindados idênticos aos das companhias do Batalhão de Infantaria Blindado (BIB),[129] isto é, três pelotões de quatro M-113 cada.[130] Ambos movem-se em veículos sobre lagartas,[5] mas o RCB fica com os modelos mais simples.[h] Para operar, o RCC e o BIB precisam separar seus componentes para formar Forças-Tarefa (FT), enquanto o RCB é por si só uma FT.[131][129]
- Regimento de Cavalaria Mecanizado (RC Mec): Unidade de blindados sobre rodas, mais leve que a cavalaria blindada, para reconhecimento e segurança.[10] É organizada em três esquadrões, cada qual com uma seção de comando e três pelotões. O comando tem dois caminhões, uma Viatura Blindada de Reconhecimento (VBR, ou seja, o Cascavel) e um Urutu/Guarani. Cada pelotão tem dois Cascavéis e dois Urutus/Guaranis[i]— um transportando um grupo de combate e outro com um morteiro de 81 mm — e cinco jipes. Quatro desses veículos pequenos, levemente armados e sem blindagem, como o Marruá, são patrulhas de exploradores, e um pertence ao comandante.[j] O esquadrão pode usar pelotões mistos ou provisoriamente formar pelotões só de VBRs, fuzileiros, exploradores e morteiros.[132]
- Regimento de Cavalaria de Guardas (RCG): São os que ainda usam o cavalo, como os Dragões da Independência. Eles preservam as tradições hípicas, participam de cerimônias e controlam distúrbios.[63][5]

Blindados sobre lagartas e sobre rodas têm capacidades diferentes. Comparados aos sobre rodas, os sobre lagartas têm melhor mobilidade fora de estrada e tática e podem carregar blindagem e poder de fogo maiores. Por outro lado o custo de manutenção é maior e a mobilidade estratégica é menor; os sobre rodas podem até ser aerotransportáveis, aproveitam bem a malha viária e podem chegar rapidamente à zona de conflito. Os sobre rodas são recomendados para conflitos de baixa intensidade, e os sobre lagartas, para intensidade maior.

### Esquadrões especializados

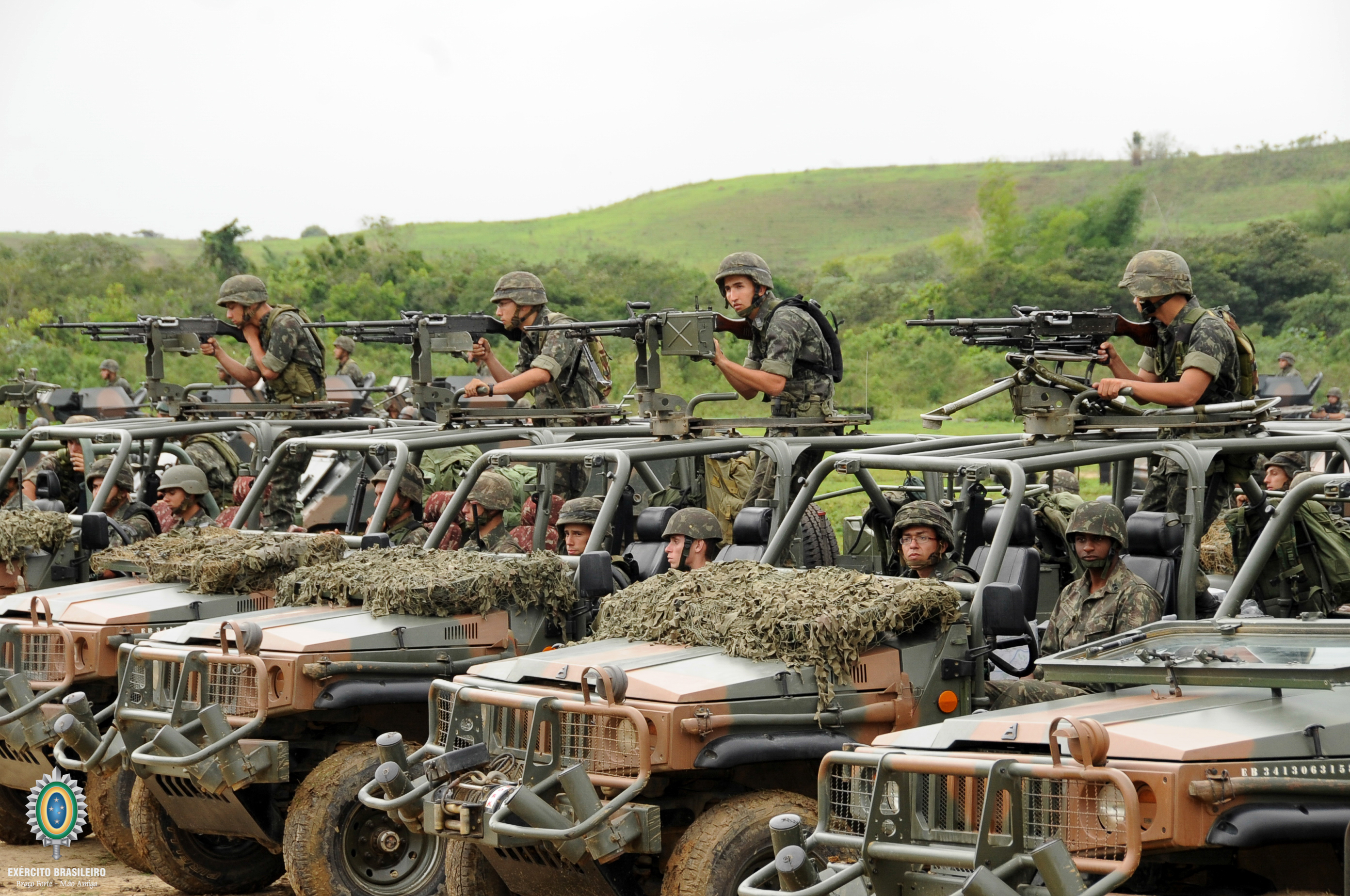
Exploradores da cavalaria mecanizada com o Agrale Marruá

As brigadas de cavalaria blindada e infantaria têm seus esquadrões independentes de cavalaria mecanizada, com as mesmas funções dos regimentos. Em algumas, a cavalaria não é mecanizada, mas especializada para o tipo da brigada:
- 1.º Esquadrão de Cavalaria Paraquedista: Prevista desde 1972 para a brigada paraquedista como unidade mecanizada, foi criada em 1981 como força motorizada,[136] operando veículos 4x4 como o Marruá e Land Rover Defender e motocicletas off-road.[137] Cada um de seus grupos de exploradores tem duas viaturas leves e quatro motos.[138] A inexistência de blindados distinguia-o dos demais esquadrões até 2021, quando recebeu o Guarani, que pode pousar com aeronaves da Força Aérea em pistas previamente conquistadas por precursores paraquedistas.[137][139]
- 1.º Esquadrão de Cavalaria Leve (Aeromóvel): Esquadrão mecanizado convertido a leve em 2004[140] e composto de três pelotões de exploradores, que podem ser helitransportados, e um pelotão mecanizado. Seu poder de fogo é limitado.[141] Em 2015, dispunha de apenas dois dos três pelotões de exploradores previstos, cada qual com viaturas Marruá e motocicletas, e o pelotão mecanizado operava o Urutu.[142]
- 23.º Esquadrão de Cavalaria de Selva: Criado em 2004 para defender a Usina Hidrelétrica de Tucuruí e servir à 23.ª Brigada de Infantaria de Selva. Tem três pelotões de cavalaria de selva. Possui uma pequena capacidade de transporte fluvial e seu único blindado é o Urutu. O poder de fogo é limitado.[7][143]

O esquadrão da 4.ª Brigada de Infantaria Leve de Montanha não é especializado, apesar das dificuldades que ele poderá enfrentar ao operar em ambiente montanhoso.

### Brigadas e divisões
Na Guerra do Paraguai os regimentos de cavalaria chegaram a ser organizados em doze brigadas, seis divisões e um corpo de exército. Entretanto, o Exército não tinha uma organização permanente de altos escalões de comando em tempo de paz até as reformas de 1908, que criaram cinco “brigadas estratégicas” e três brigadas de cavalaria. As brigadas de cavalaria eram menores e mais simples, pois ficariam na fronteira, servindo de cobertura ao grosso do Exército. Essas brigadas foram expandidas a Divisões de Cavalaria (DC) em 1921. De 1944 a 1946 as DCs foram agrupadas num corpo de exército.
Desde 1908, havia também um regimento de cavalaria nas “brigadas estratégicas”, que eram basicamente de infantaria, e nas suas sucessoras, as “divisões de exército” (DEs) de 1915 e Divisões de Infantaria (DIs) de 1921, até a eliminação desse regimento na organização de 1946. Ainda assim, as DIs passaram a ter um esquadrão de reconhecimento. Os regimentos nas brigadas ou divisões só de cavalaria eram “Independentes” (RCI), enquanto os que apoiavam as divisões à base de infantaria eram “Divisionários” (RCD); essa nomenclatura existiu de 1919 a 1946.
A organização real das divisões diferia da teórica e algumas unidades faltavam, especialmente engenheiros e artilharia antiaérea. Ainda assim, em 1960 as DCs eram mais completas que as divisões da infantaria e as três primeiras tinham quatro regimentos cada, um a mais do que o previsto, tendo em 1961 efetivos de praças entre 5 204 e 6 046. A 4.ª, com apenas dois, tinha 3 603 praças. Em 1960 a maioria dos regimentos, à exceção do 11.º, só tinham dois esquadrões cada.

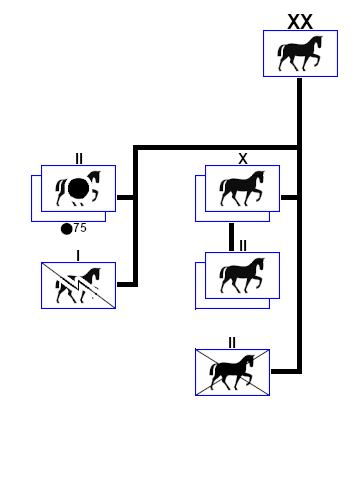
Divisão de cavalaria 1921
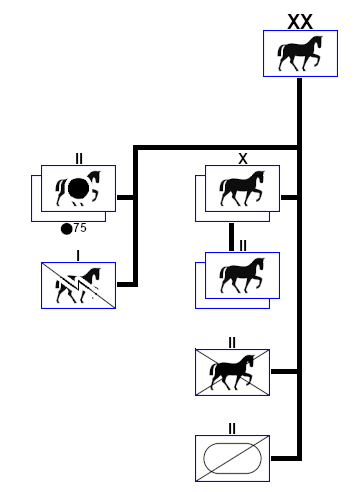
Divisão de cavalaria 1934
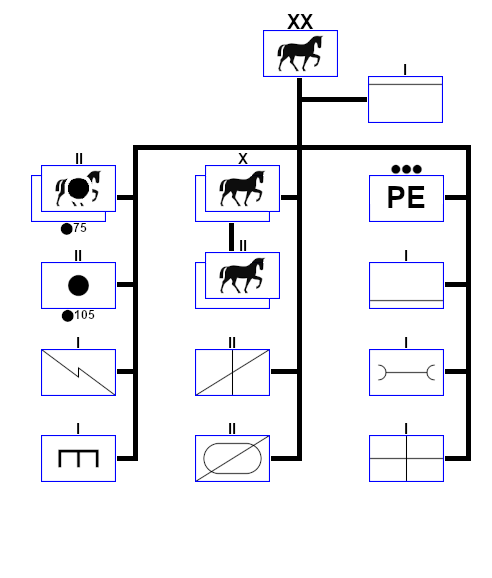
Divisão de cavalaria 1946
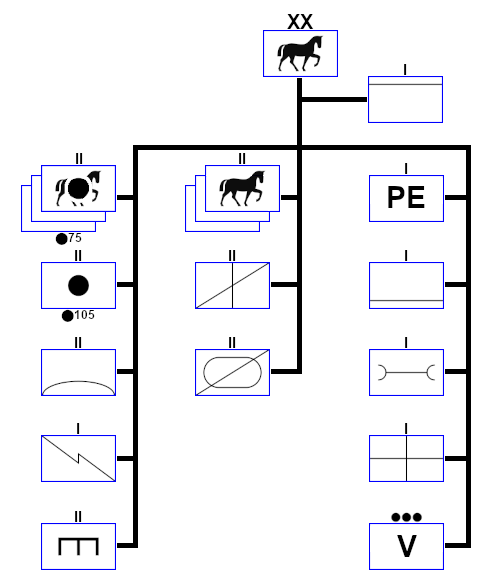
Divisão de cavalaria 1957

Em 1943 foi prevista uma Divisão Motomecanizada com organização semelhante à divisão blindada do Exército americano, que exerceu forte influência doutrinária no brasileiro a partir sua participação na Segunda Guerra Mundial. Tinha três BCCs e três batalhões de infantaria motorizada. Em 1946 a infantaria tornou-se blindada, utilizando o meia-lagarta M3. A Divisão Blindada (DB) ainda era somente um núcleo, sendo considerada inteira em 1957. Ela tinha 3 946 praças em 1961. As unidades de manobra eram fortes, faltando somente um BIB e o batalhão de blindados pesados, mas o apoio ao combate era pífio: faltavam o batalhão de engenharia e a totalidade da artilharia.

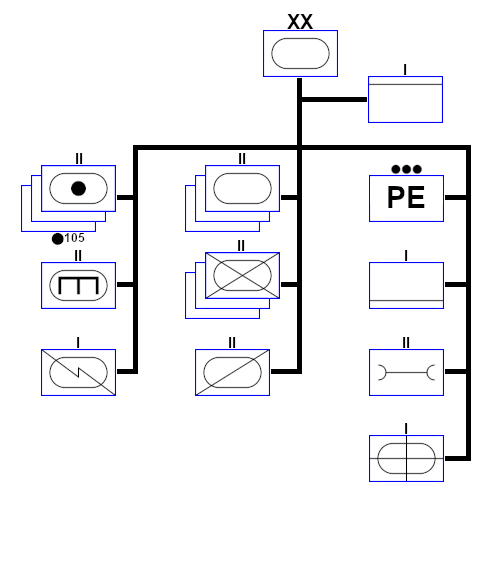
Divisão blindada 1946
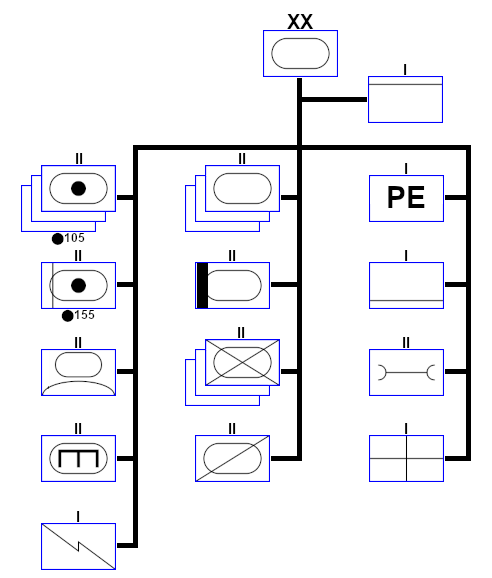
Divisão blindada 1957

Nos anos 70 a brigada tornou-se a principal grande unidade, tomando o lugar da divisão. A DC tornou-se a “Brigada de Cavalaria Mecanizada” (Bda C Mec), e a DB, a “Brigada de Cavalaria Blindada” (Bda C Bld). A Bda C Mec tem dois RC Mec um RCB. Os regimentos mecanizados têm blindagem mais leve e grande mobilidade através das estradas, fazendo reconhecimento e segurança em grandes distâncias. O regimento blindado tem a maior blindagem, mobilidade tática e poder de fogo dentro da brigada e pode lançar ofensivas sozinho ou reforçar os outros dois. A Bda C Bld tinha dois RCC e um BIB, sendo assim muito parecida com a Brigada de Infantaria Blindada (Bda Inf Bld), com a diferença que a brigada de infantaria tinha um RCC, dois BIB e, para acompanhar essas forças de grande poder ofensivo, um batalhão de infantaria motorizada para ocupar terreno. Nesse período os BIBs tiveram seus meia-lagartas substituídos pelo M-113. As brigadas blindadas, além da brigada de infantaria motorizada, tinham seus próprios Esqd C Mec.
A transformação foi inspirada naquela realizada a partir de 1957 no Exército americano. A necessidade de dispersar as forças para minimizar os danos de um bombardeio nuclear tático levou a uma reorganização da ordem de batalha — no caso americano, da divisão blindada — e aumento da densidade dos rádios e fluxo de mensagens, ambos repetidos no Brasil. A brigada de cavalaria mecanizada brasileira era equivalente ao “armored cavalry regiment [en]” americano, com algumas diferenças, e o pelotão de cavalaria mecanizado brasileiro era idêntico ao pelotão de cavalaria blindado americano de 1960.
A Bda C Mec pode ter três RC Mec em vez de dois. As brigadas blindadas de cavalaria e infantaria foram reorganizadas em 2003, tornando-se idênticas. Sua atual composição é quaternária, com dois RCC e dois BIB. Dessa forma, as brigadas blindadas foram equiparadas às suas equivalentes argentinas.

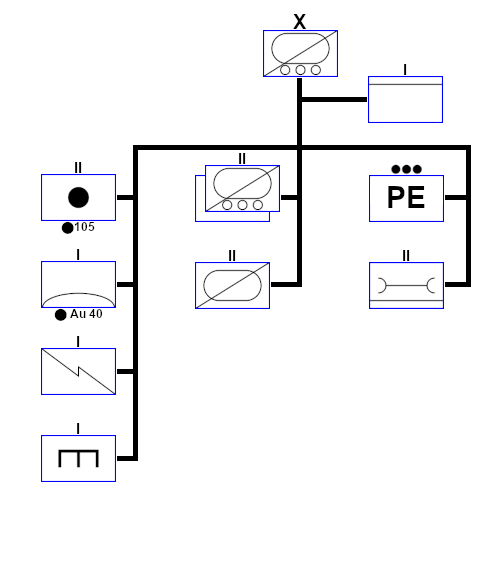
Brigada de cavalaria mecanizada 1972
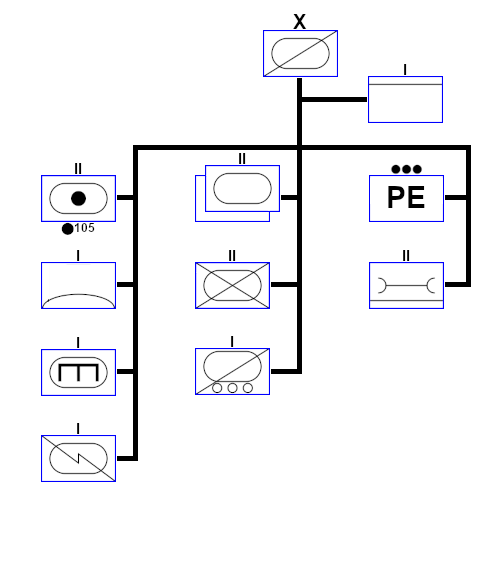
Brigada de cavalaria blindada 1972
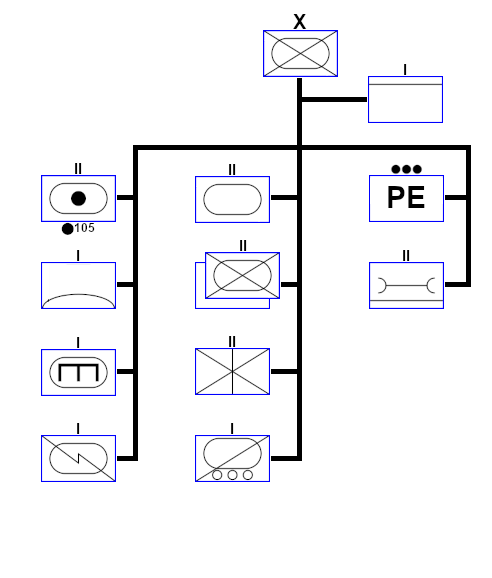
Brigada de infantaria blindada 1972
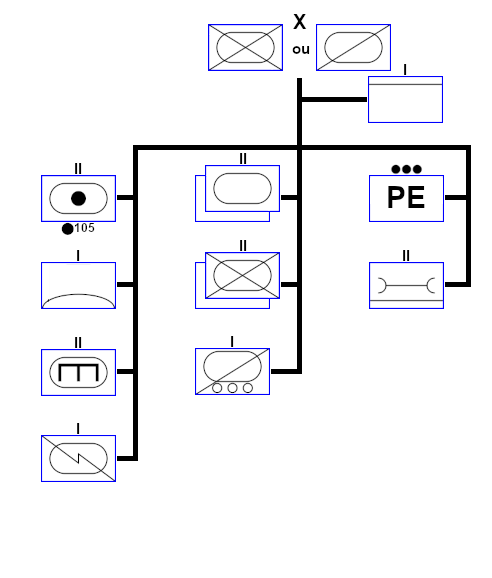
Brigada de cavalaria ou infantaria blindada 2003

### Elementos de apoio

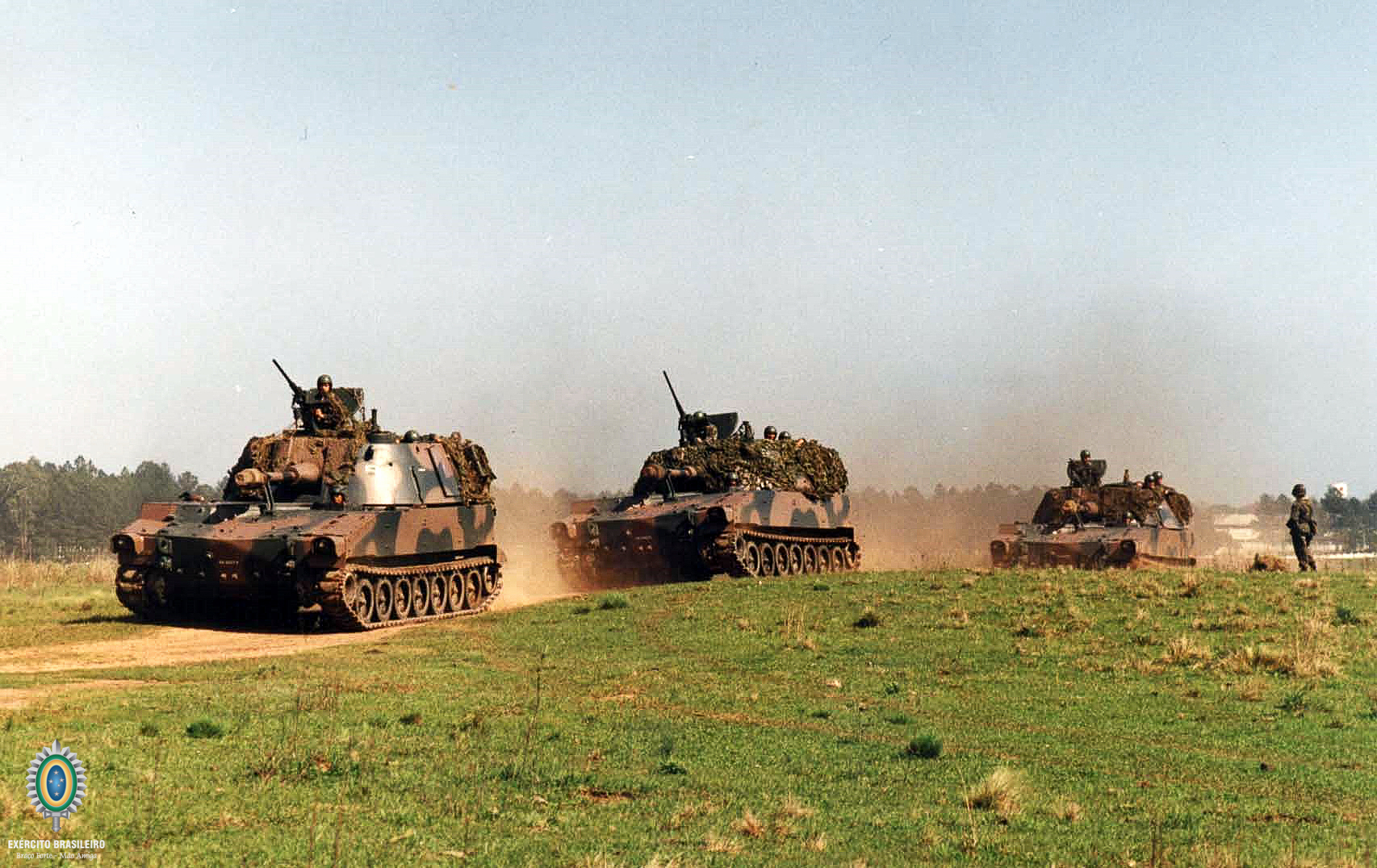
Obuseiros autopropulsados

As atuais brigadas são unidades completas, dispondo de todos os elementos de artilharia, engenharia e logística para operar com autonomia. Esses elementos são blindados ou mecanizados, podendo assim acompanhar as unidades de manobra. Unidades de apoio sobre rodas podem acompanhar forças sobre lagartas, pois têm a mesma velocidade durante missões táticas.

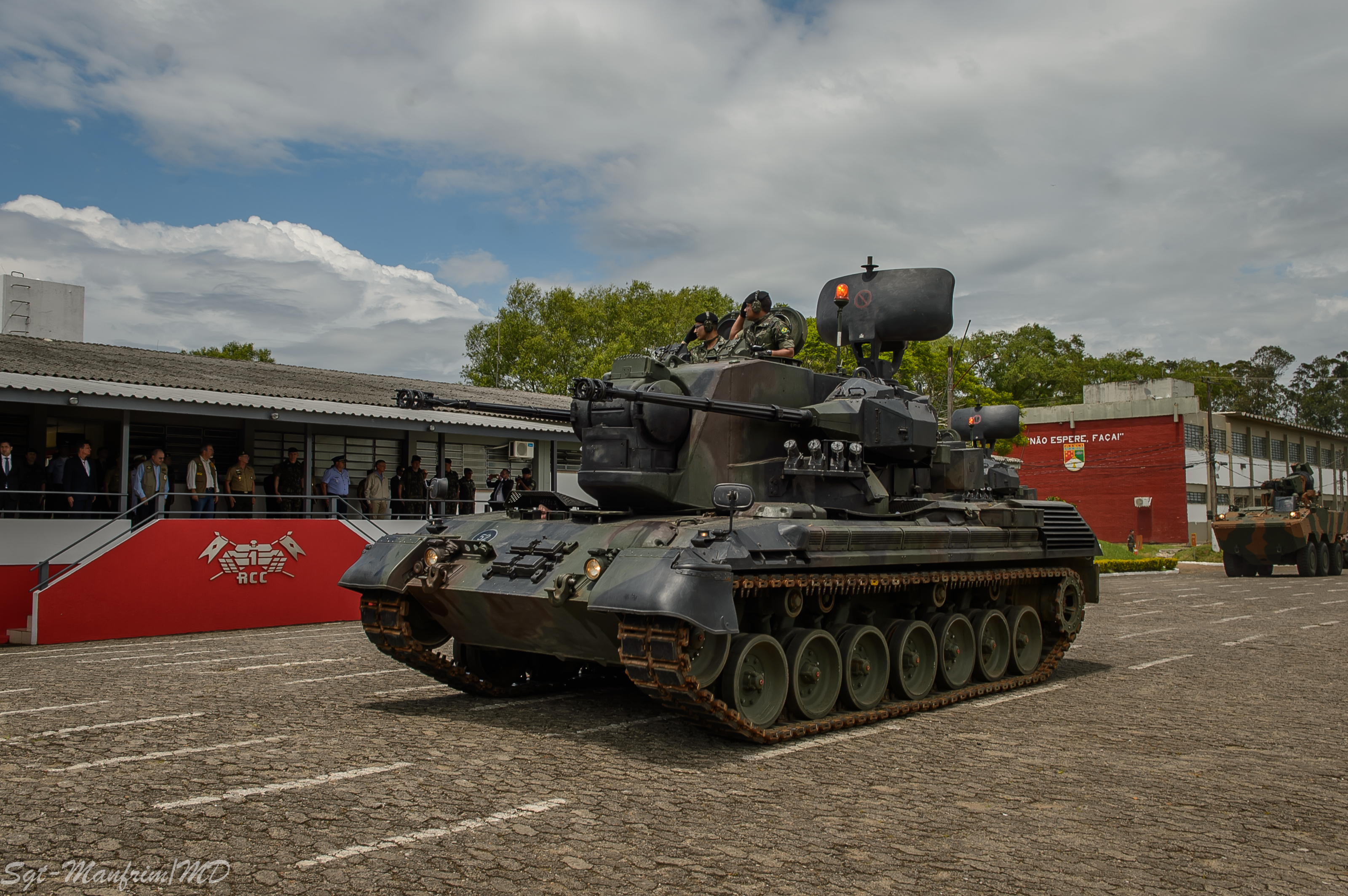
Artilharia antiaérea (Gepard)

A Bda C Bld dispõe de obuseiros autopropulsados. Já a Bda C Mec tem obuseiros rebocados. Em ambas as brigadas o calibre era originalmente 105 mm. Atualmente a 2.ª Bda C Mec, ao contrário das demais, usa obuseiros autopropulsados, enquanto as brigadas blindadas usam autopropulsados de 155 mm. A Bda C Bld tem um grupo de artilharia de campanha com quatro baterias, enquanto a Bda C Mec tem um grupo de três. Outras forças são o próprio esquadrão de comando, a bateria de artilharia antiaérea, o batalhão ou companhia de engenharia de combate, o pelotão de Polícia do Exército e o batalhão logístico com companhias logísticas de suprimento, saúde, pessoal e manutenção. O batalhão logístico da Bda C Mec não é, na prática, capaz de manutenir os veículos sobre lagartas do RCB, e eles são então trabalhados no próprio regimento ou nos Parques Regionais de Manutenção.

### Distribuição geográfica
As três divisões de cavalaria originais ficavam nas fronteiras do Rio Grande do Sul, onde se esperava a maior ameaça militar estrangeira. Uma quarta foi criada na fronteira com o Paraguai, no sul de Mato Grosso, em 1949, mas sua prioridade era menor. A mecanização converteu-as na 1.ª Bda C Mec, de Santiago, 2.ª Bda C Mec, de Uruguaiana, 3.ª Bda C Mec, de Bagé, e 4.ª Bda C Mec, de Campo Grande. Surgiram quatro brigadas blindadas: a 5.ª Bda C Bld, antiga Divisão Blindada, no Rio de Janeiro e a 5.ª Bda Inf Bld, de Ponta Grossa, 6.ª Bda Inf Bld, de Santa Maria, e 11.ª Bda Inf Bld, de Campinas.
Apesar da aproximação das relações entre Argentina e Brasil desde os anos 80, a cavalaria mecanizada, blindados, artilharia autopropulsada e rebocada, engenheiros e Força Aérea brasileiros permanecem concentrados na região Sul, com a cavalaria disposta próximo à fronteira argentina. No início do século XXI, ainda mais blindados foram transferidos ao Sul, sob a justificativa de que o terreno é ideal para o treinamento. Das duas brigadas blindadas no Sudeste, uma (a 11.ª de Infantaria) tornou-se de infantaria leve e outra (a 5.ª de Cavalaria) passou a existir em Ponta Grossa, tomando o lugar e absorvendo as unidades da antiga 5.ª de Infantaria. Como resultado do Plano Básico de Estruturação do Exército de 2004, os carros de combate foram concentrados nessas duas brigadas restantes no sul do país.
O Pampa é de fato ambiente propício aos blindados, e há fatores históricos — o interesse dos gaúchos na cavalaria perdurou após a mecanização. Por outro lado, outras regiões do país também têm áreas de terreno adequado. O Norte e Nordeste, regiões também estratégicas, têm pouca cavalaria. O interesse nacional no Norte tem crescido, mas o terreno amazônico não é propício aos blindados, à exceção do M-113 e Urutu, que são anfíbios. No norte de Roraima há o terreno de lavrado, com espaços abertos para o movimento.
As três Brigadas de Cavalaria Mecanizada no Rio Grande do Sul são responsáveis por trechos das fronteiras: a 1.ª com a Argentina, de Santa Catarina até Itaqui, a 2.ª ao redor da tripla fronteira e a 3.ª com parte da fronteira uruguaia. A transferência de uma brigada ao Nordeste foi estudada no Plano Estratégico do Exército de 2016–2019. A 2.ª seria a mais provável de ser movida, pois bastaria estender os trechos sob responsabilidade das outras duas, sem criar um vácuo na fronteira. A transferência da 4.ª, com seus regimentos alinhados na fronteira paraguaia, em Mato Grosso do Sul, seria inviável.

Distribuição histórica da cavalaria
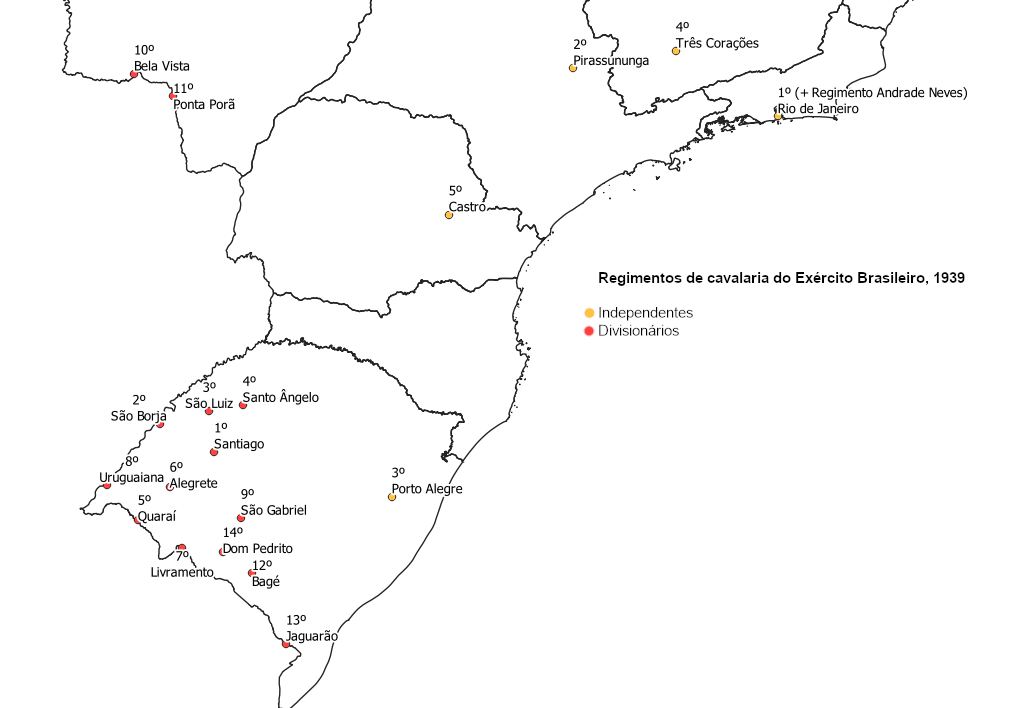
Regimentos em 1939
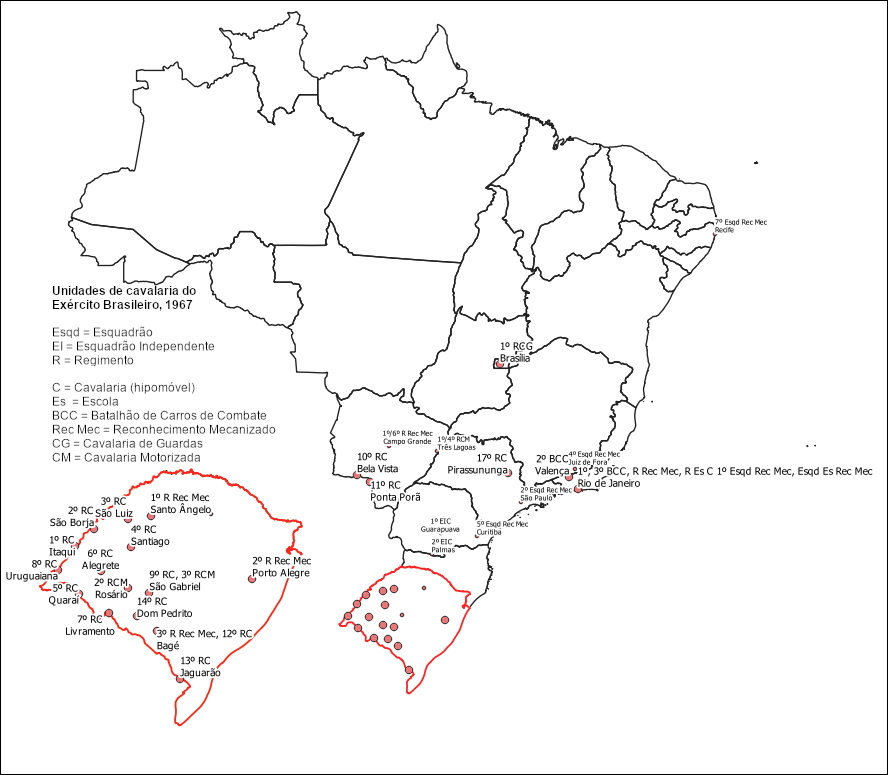
Regimentos e esquadrões em 1967
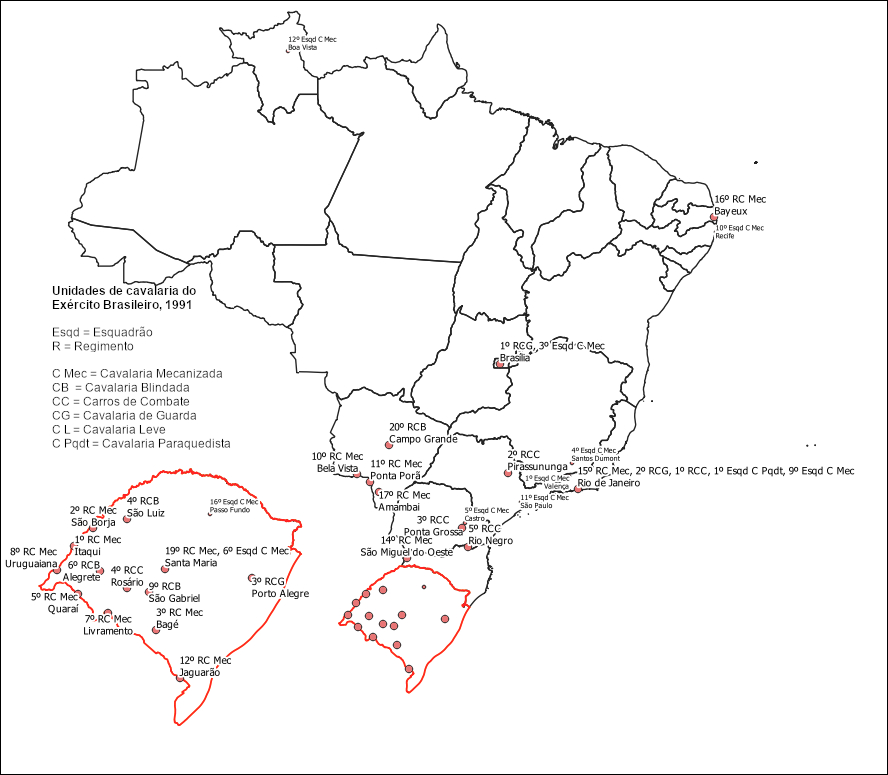
Regimentos e esquadrões em 1991
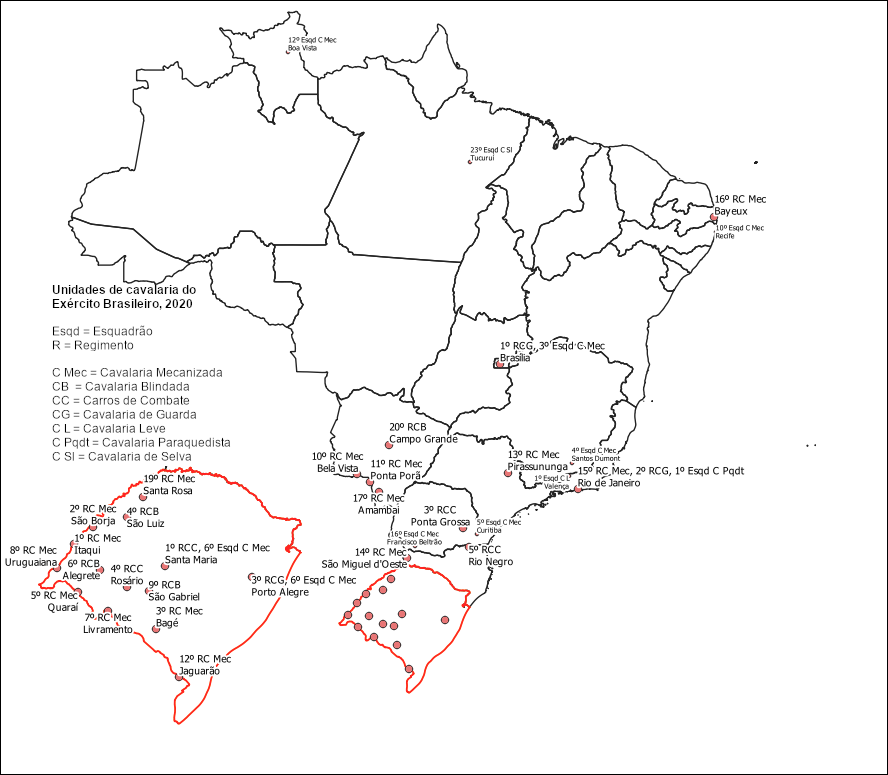
Regimentos e esquadrões em 2020

## Comparação com países vizinhos

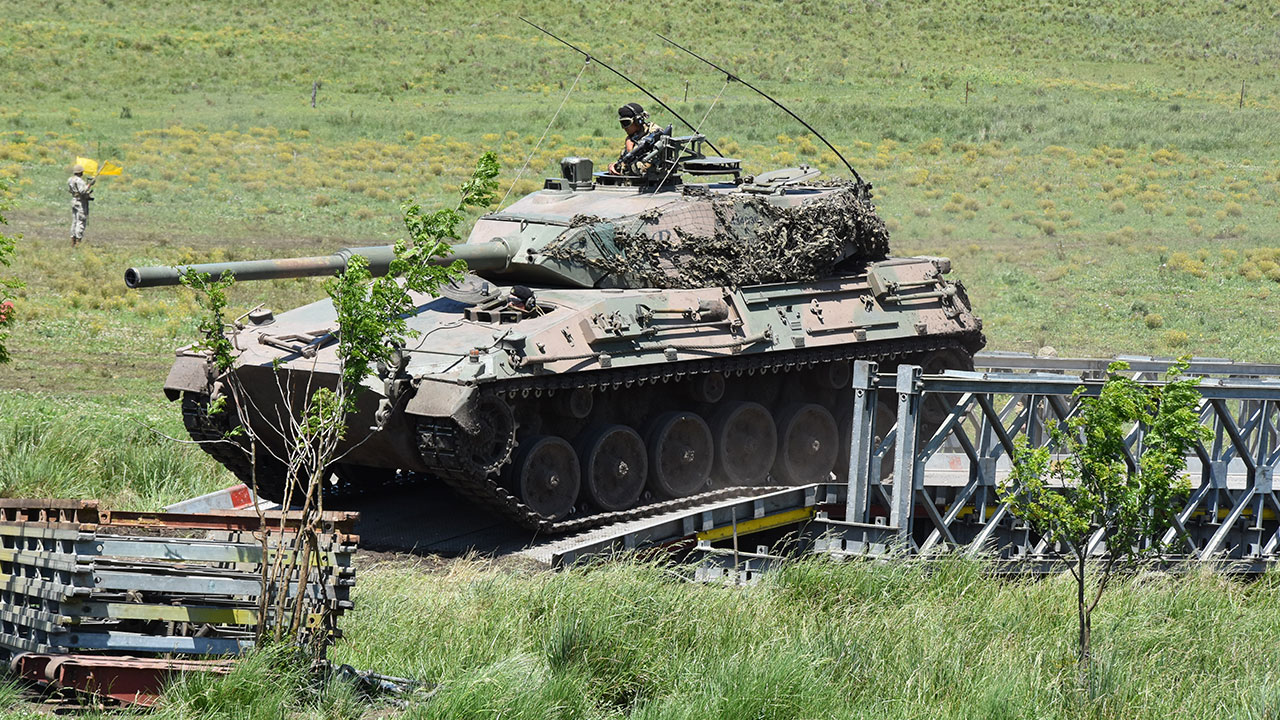
TAM argentino

O Exército Argentino possui brigadas blindadas com cavalaria de tanques (TAM) e infantaria mecanizada (TAM VCTP [es]), quaternárias como as brasileiras, e brigadas mecanizadas com cavalaria de tanques (SK-105 Kürassier) e infantaria mecanizada (M-113). Ambas têm também a cavalaria de exploração, que utiliza o AML-90 e tem função semelhante à cavalaria mecanizada brasileira. Em 2010 tanto a cavalaria de tanques quanto a infantaria mecanizada das brigadas blindadas argentinas eram denominadas regimentos e organizados em três esquadrões/companhias.

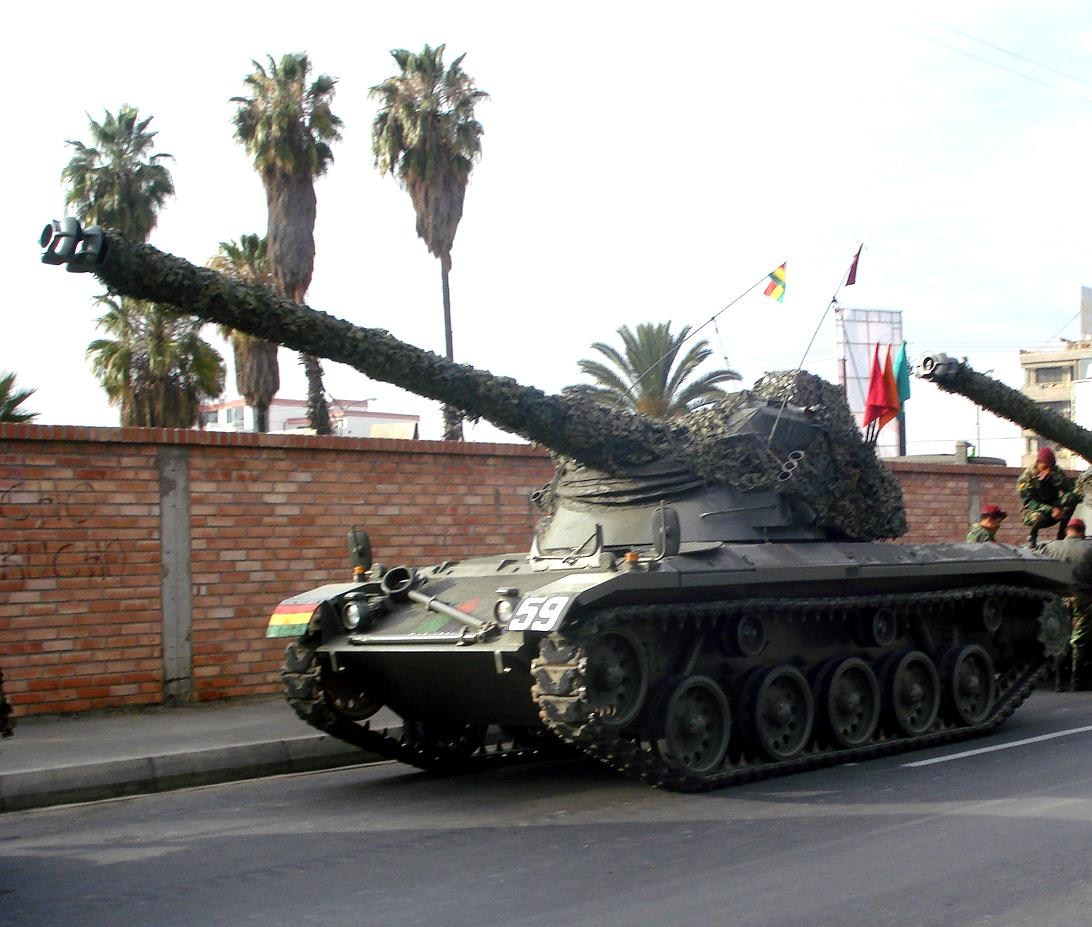
SK-105 boliviano

O TAM é da 2.ª geração do pós-guerra ou 1.ª geração intermediária. Em 2021 ainda estava em modernização para o modelo TAM 2C. É um blindado a par do Leopard 1 A5 BR. Ambos têm canhão de 105 mm. O alcance com alta chance de impacto do TAM 2C é inferior (2 000 contra 2 500 m), dando ao Leopard 1 a capacidade de standoff, ou seja, de atacar o alvo quando este ainda está longe demais para responder. Por outro lado o TAM 2C tem melhor periscópio do comandante e tecnologia embarcada. A blindagem não foi prioridade no projeto original do TAM, mas se equipara com todas as modernizações e tem como boas características defensivas a silhueta baixa e mobilidade. Neste último quesito o TAM 2C é superior na transposição de obstáculos.

No Comando Militar do Oeste os M60 A3 TTs do 20.º RCB, de segunda geração, têm do outro lado das fronteiras blindados de primeira geração paraguaios e caça-tanques bolivianos SK-105/A1 Kürassier. O M60 é superior em ambas fronteiras. No caso do SK-105, é um veículo mais leve (17 700 kg contra 52 617 kg do M60), com relação potência/peso de 18,1 cv/ton, contra 9,12 cv/ton do M60. Sua velocidade em terreno desfavorável é 50 km/h, ao contrário dos 30 km/h do M60, que só vence na capacidade de transposição de obstáculos. Além da mobilidade, o pequeno tamanho e baixa silhueta são vantagens defensivas para o SK-105, mas sua blindagem é muito leve e não resiste ao canhão do M60. Ambos usam canhão de 105 mm, mas o M60 tem torre estabilizada e sistemas de controle de tiro e visão noturna superiores.

Comparação organizacional - brigadas blindadas/mecanizadas brasileiras e argentinas
Comando Militar do Sul (Brasil)
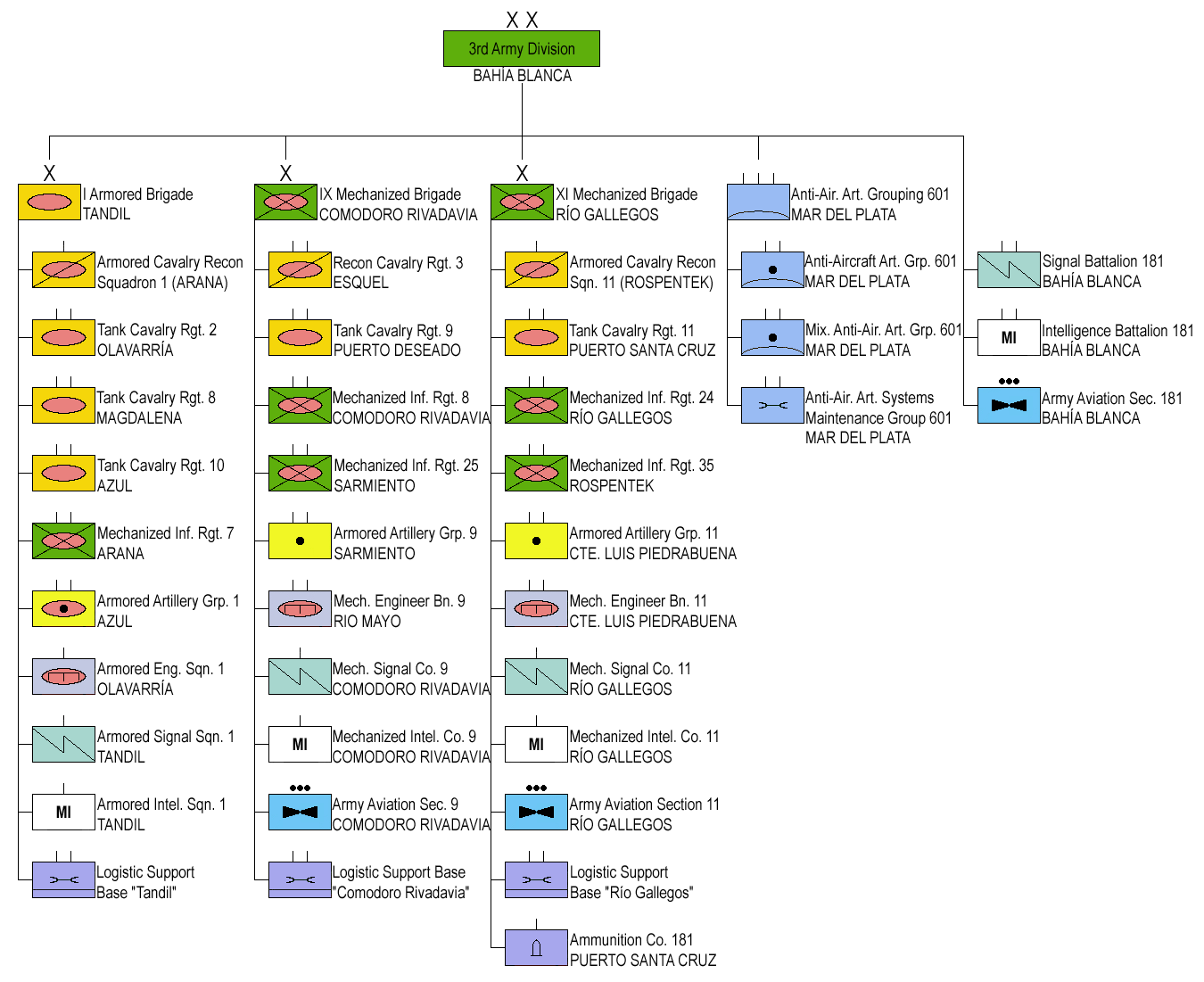
3.ª Divisão de Exército (Argentina) [es]

## Cavalaria fora do Exército

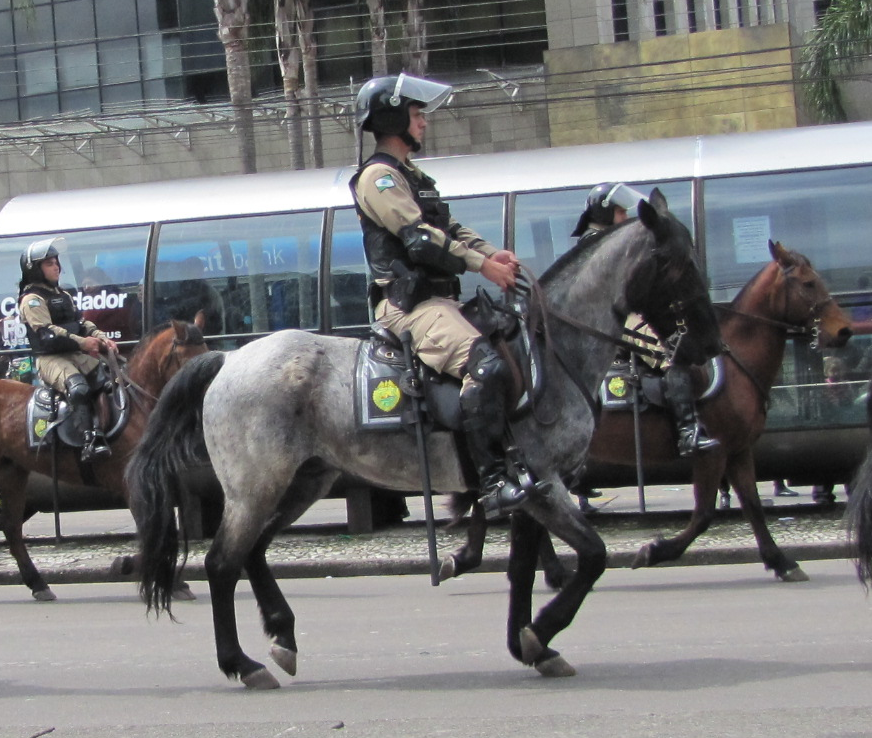
Policiamento de choque da Polícia Militar do Paraná

A maioria das Polícias Militares opera unidades a cavalo. No cotidiano fazem policiamento ostensivo, podendo em casos vigiar eventos previsíveis (esportivos, artísticos, políticos, exposições, etc.), realizar escoltas cerimoniais e atuar no controle de distúrbios e reintegrações de posse. A cavalaria policial é considerada excelente tropa de choque.
No Corpo de Fuzileiros Navais não há cavalaria; a única arma base é a infantaria e os blindados são considerados de apoio. Entretanto, os fuzileiros navais podem realizar tarefas que seriam típicas de cavalaria no Exército, tendo inclusive unidades próprias para tanto, como Companhias de Reconhecimento Terrestre e Anfíbio. Oficiais mais antigos, treinados até 1990 na Escola de Aperfeiçoamento de Oficiais do Exército, ainda admitiam usar blindados como arma base. O mais próximo a uma “cavalaria anfíbia” estaria nos blindados do Corpo; os pioneiros do EE-11 Urutu na Marinha, de 1973 a 1975, usavam como símbolo o cavalo-marinho. No final dos anos 90, discutia-se a formação de um “Batalhão de Infantaria Mecanizado de Fuzileiros Navais”, com estrutura semelhante a uma Brigada de Cavalaria Blindada do Exército.